# ニッポン放送番組一覧
ニッポン放送番組一覧（ニッポンほうそうばんぐみいちらん）は、ラジオ放送局・ニッポン放送で現在放送されている主な番組と編成の解説である。

## 番組の編成傾向
在京中波ラジオ局では最後発にあたり、他局よりも一層の番組開発に力を入れてきた面があり、1964年3月にオーディエンス・セグメンテーションを開発し、2018年4月時点でも民放ラジオ局の番組編成の基礎として採用されている。
タレントの番組起用については「売れている時、売れそうな時にしか使われない」としてすぐに切り替えられるため、「いい時だけのニッポン放送」と揶揄する言葉も存在する。聴取率向上のため、平日若しくは祝日の午後に「ニッポン放送ホリデースペシャル」と銘打ってレギュラー箱番組の長尺版や、実質的な次の編成に向けた「パイロット番組」として特別番組を編成する場合がある。その結果、ラテ兼営ではない民放キー局もしくはNHK出身の女性アナが平日の午後や夕方の帯で番組を担当するケースが多発している。
2006年4月1日からのフジ・メディア・ホールディングス最上位企業であるフジテレビジョンの完全子会社化以降、2005年から2012年まで同局とのダブルネーム番組を編成してきたが、2012年以降は編成されず、最後のダブルネーム番組「ザ・フジテレビラジオ」に出演していた同局元アナウンサーの福井謙二が同じ放送グループの文化放送のレギュラー番組に出演し、以後、文化放送とフジテレビアナウンサーがタッグを組んだ番組の編成が増えた。しかしニッポン放送でも2019年5月のナイタースペシャル枠にて、7年振りにフジテレビ女性アナウンサーが番組を務める単発枠が復活したほか、フジテレビの遠藤龍之介社長がゲスト出演した。
同局の番組編成情報や出役である局所属アナウンサーの人事情報について、新聞人事として資本系列グループであるサンケイスポーツの取材を通して発表するケースがある。
日曜深夜の放送休止枠にて、報道部制作の「報道ドキュメンタリー」などの単発特別番組を放送することが多々あり、その特番後に、メンテナンスタイムに入る場合に番組終了後のステブレCMを省略することもある。
NRNの他局からネットを受けるレギュラー番組は、2023年春改編時点では『心のともしび』（KBS京都制作）のみで、同業他局と比べると極めて少ない。
2014年3月31日4:59.45より、日中の「1242.com」時間帯において、「キンコーン」という効果音に続けて次番組の予告をするクロスプログラム手法を採用した。初期はワイドプログラムすべてにおいて適用していたが、2015年ごろからは減少し、2020年7月の改編以降平日昼から午後帯で正時で開始する番組が減ったことでステーションブレイクレスで番組が始まるケースが増えた。

### 聴取率
ニッポン放送を始め在京各局では、放送対象地域内において、ビデオリサーチが1990年から、東京駅から35km圏内における居住者の聴取状況（個人聴取率）を偶数月（2月・4月・6月・8月・10月・12月）に調査している。調査期間は基本として第3週の7日間だが、2009年までの4月・6月・8月には2週間にわたって実施していたほか、五輪などの日程によっては前後することがある。
先述通り、積極的に番組制作を行い、いち早くセグメント編成・スポンサーとのタイアップ・番組連動のリスナー参加イベントの開催など、親近感のある放送局カラーとコンテンツを打ち出した結果、ビデオリサーチによる聴取率調査では、首都圏ラジオ局での聴取率首位を長年維持してきた。
しかし、平日午前に編成されていた『玉置宏の笑顔でこんにちは!』が1996年に終了、さらに1999年開始の深夜放送枠『LF+R』の失敗以後、行き場を失った「縦ライン」聴取者の取込み策を行う編成を実施して行った競合局であるTBSラジオに聴取率調査において2001年8月以降、後塵を敗する様になる。特に2001年（平成13年）10月期より調査対象が69才まで引き上げ、全サンプルを入れ替えて行われた新しい調査となって以降はそれが顕著となる。やがて80年代に開始し、長年看板番組となっていた『鶴光の噂のゴールデンアワー』『高嶋ひでたけのお早よう!中年探偵団』がそれぞれ終了。日中帯は『高田文夫のラジオビバリー昼ズ』や『テリー伊藤のってけラジオ』が気を吐いている程度で全体的に歯止めがかからず、2010年10月の調査で、J-WAVEに2位を奪われる結果が続き、その状態は2018年4月時点で100期連続して継続していた。午前中はひとまず『あなたとハッピー!』が安定的に数字をとるようになっていくなど、徐々に固定客をつかんでいくようになる。2018年12月以降TBSラジオはradikoでのサイマル配信開始を機に聴取者数を「ラジオ365データ」（実測値）としてリアルタイムで把握できるようになったこと理由に表向きの聴取率調査やいわゆる「スペシャルウィーク」を取りやめ。その一環で先だって2017年シーズンをもってプロ野球中継から撤退した。そのため、野球のリスナーは『ショウアップナイター』に流れるようになり、好調が続いている。深夜帯に関しても数年に一度パーソナリティの若返りを頻繁に行っている『オールナイトニッポン』が巻き返しを図っており、この流れが後続の『オールナイトニッポン0 (ZERO)』や『あさぼらけ』にも波及。2022年10月から全国31局ネットに拡大、この時間帯としては過去最大の放送局数になった。その後、デイタイムについても聴取率が上がり、2022年12月期には『飯田浩司のOK! Cozy up!』が5曜日平均首位となったことで深夜から早朝、午前中帯の「縦ライン」全体が首位となっている。
これらが功を奏してか、まず2020年9月の聴取率調査にて14年ぶりにTBSラジオ・J-WAVEと同率ではあるが聴取率首位を達成した。2023年12月には「12歳～69歳男女・週平均」「平日平均」「土曜日」「日曜日」でも首位を獲得。
その後も好調が続いており、同じく盛り返しを図るエフエム東京と首位を争っている。

## 特別放送の扱い

### 災害特別放送
これはNHKが行う「安否情報」と同一の趣旨で行われる特別編成。
東京や首都圏で震度5強以上の地震が発生し、大きな被害が起きた場合、通常編成の番組を返上し、災害特別番組へ移行する。アナウンサーと報道部デスク主導で放送され、『ラジオライフラインネットワーク』『首都圏学校安否情報』『首都圏お勤め先安否情報』を含めて情報を発信するもの（2011年9月1日「あなたとハッピー!」より）。
もともと1964年の新潟地震の際に新潟放送とNHKで放送された「尋ね人」という市民の安否情報が大変有効であったことを受け、特に昼間人口の多い有楽町にあることから周辺の勤務者の安否を組織的に集約して放送する「お勤め先安否情報」を1978年に開始。その後、災害時の留守宅家族の関心事は学校に行っている生徒・児童たちの方が高いということがわかったことから1981年に「学校安否情報」を開始したという経緯がある。
2019年からは『タクシー防災レポーター』『理容防災ネットワーク』も開始。さらに2020年（令和2年）10月28日には神奈川県と横浜エフエム放送・神奈川新聞・神奈川県内のコミュニティFM局で構成される「神奈川FMネットワーク」加盟各社、2021年（令和3年）3月10日には千葉県とベイエフエム、2022年（令和4年）10月19日には埼玉県とエフエムナックファイブとそれぞれ「災害時等における相互協力に関する協定」を締結し、首都圏エリアの災害時情報共有を強化。
これが初めて始動したのは2011年3月11日の東日本大震災（東北地方太平洋沖地震）発生時である。
詳細はラジオで安心 ニッポン放送防災ナビを参照。
ラジオライフラインネットワーク
ニッポン放送を含む、在京ラジオ局がライフライン情報を共有するネットワーク。
3月11日と9月1日は「ラジオ災害情報交差点」として訓練放送を行い、7回に1回はニッポン放送が幹事となる。
首都圏学校安否情報
東京・神奈川・千葉の私立小学校・中学校・高等学校と、国立大学付属の小学校・中学校・特別支援学校等の生徒の安否を学校単位で収集し、随時放送。対象となる学校はサイト内に掲載もされている。
この情報に関しては9月1日の午前9時と午前10時に8分程度の模擬放送を行い、夏期休業に入る前に各学校に連絡される。
このネットワークを活かし、毎年1月 - 2月は『入試時間変更等緊急連絡放送』としても活用している。これは大雪や地震などの自然災害により、東京・神奈川の私立中学・高校の入試日程の変更という事態が発生した場合、当日早朝に各学校から報道部にFAXを入れてもらい、試験実施日の朝6時～7時に放送される生放送番組内で随時放送するもの。
首都圏お勤め先安否情報
東京都内の27万人を対象に、エリアを12に分けてビル単位（協定を結んでいる有楽町・丸の内・大手町・新宿地区のビル・地下街230件が対象）で情報を収集し、安否を放送する。対象となるビルはサイト内に掲載もされている。
タクシー防災レポーター制度
災害発生時、東京都内の法人タクシーの協力により、36社37台のタクシー防災レポート車に乗車するドライバーに周辺の被災状況、道路状況等を電話またはメールで伝えてもらうシステム。情報は生放送での紹介だけでなく東京都地域防災計画に基づき、東京都災害対策本部に防災行政無線FAXで送ることとなっている。
この情報に関しては9月1日のワイド番組内で8分程度の模擬放送を行う。
理容防災ネットワーク
災害発生時、都内の理容店の協力により、地元の被災状況、周辺の道路状況等をFAXまたはメールで伝えてもらうシステム。こちらもエリアが7地区に分けられている。
この情報に関しては9月2日のワイド番組内で8分程度の模擬放送を行う。

#### 実際の運用例
2011年（平成23年）3月11日に発生した東北地方太平洋沖地震は関東地方でも烈震が発生した。
発災時刻は14時46分は『上柳昌彦・山瀬まみ ごごばん!フライデースペシャル』放送中であった。14時47分、地震体感後（震度2）から、番組担当の上柳昌彦が地震注意を呼びかける中、14時48分に23区でも震度5強を記録（断層の連続破壊により、S波は1分にわたって続いたことになる）。地震の第一報（最大震度・津波情報）を宮崎裕子が伝え、程なく森田耕次報道部長（当時。現：解説委員）に変わり上柳と18時00分まで担当。この間、15時20分に緊急警報放送による大津波警報・津波警報・地震情報を行った。このあとも14日5:00まで断続的にアナウンサー・報道部デスク持ち回りで実施し、首都圏の情報を提供。土曜日は『徳光和夫 とくモリ!歌謡サタデー』（徳光和夫・石川みゆき）や『小倉智昭のラジオサーキット』（小倉智昭）を通常通り編成しつつも内容を大幅変更して放送されたケースも存在する（この場合も徳光・石川・小倉はフリーアナウンサーではあるが、情報キャスターの役割でニッポン放送のアナウンサーと報道部デスクが必ず付いた）。しかし、新聞のラテ欄に書いてある内容とは大幅に異なった状態とはなったが、13日5:00までは時報、音楽、CMをすべてカットして報道に専念。13日5時00分をもって、時報と一部音楽を解禁。当日は「ニュース（担当アナウンサー名）」のみが表記された。しかし、13日いっぱいはCMカット。これ以降も18日までは番組ジングルなどは基本的にカットされた。
『ラジオライフラインネットワーク』はJ-WAVEの主導により他の在京5局と共に、震災当日の18時台から翌日8時台まで、毎時15分から約10分間放送。これが初の発動であった。さらにニッポン放送独自のネットワークによる「首都圏学校安否情報」「首都圏お勤め先安否情報」発動。
当日19:00から2時間など、一部時間帯は大阪・朝日放送（ABC）へも同時ネットされた。全国ネット対応枠（『オールナイトニッポン』の枠など）は首都圏ローカル情報枠とネット局向け枠の二重制作の上で後者を裏送りした。この裏送り分は大阪ではラジオ大阪が主にネットしていたため、大阪地区では二重制作分を両方聴取することが可能であった。

#### 全国瞬時警報システム発報後の対応
全国瞬時警報システム（J-ALERT）による情報が発報された場合は、速やかに通常放送を取りやめ、ないしは収録番組の音声に載せながら情報を発信する。
緊急地震速報の場合は即座に放送が止まり、NHKや民間放送で使用している報知音（速報音）の吹鳴に載せて上柳昌彦によるアナウンスが流れた後、アナウンサーによって注意喚起を行う。なお、緊急地震速報の吹鳴基準はサービスエリア内で震度5強以上が予測された場合であり、これは他の在京民放局と同じである。
J-ALERTによる国民保護情報が出た場合は、政府発表の文面と注意喚起の文言を繰り返しながら、弾道ミサイルの場合は「ミサイル通過」ないしは「着弾・着水」の報道がなされるまで継続する。なお、関東が対象でなくても報道されることになっている。これは国民保護法の指定公共機関であり、保護情報の発出を周知が義務図けられているため。文言は適宜更新され、政府や韓国参謀本部発表の文面などを取り入れながら行う。
ただし、全国ネット番組時間帯（『オールナイトニッポン』など）の場合は適宜挿入する形にとどめることもある。

### 選挙特別番組
国政選挙や都知事選が行われる際は選挙特別番組が組まれる。国政選挙の場合は出口調査が発表される20:00より少し早い19:50 - 19:58の間に放送を開始し、放送終了時刻である25:30頃まで断続的に放送される。多くの放送局ではTBSラジオ制作のJRN選挙開票特別番組を放送する関係上、また、NRNの報道特番の多くは文化放送が製作を担当するためそこまで多くはないものの、幹事長クラス以上のインタビューが編成される時間を中心に一部放送局でネットされることがある。
都知事選の場合はそこまでではなく、19:50 - 20:30で概ね編成される。
これらが『ニッポン放送ショウアップナイター』と被った場合、出口調査発表時刻前後を一旦中断（19:58 - 20:15頃）させて『ショウアップナイタースペシャル』の扱いで放送し、選挙特番はナイター終了後から開始する。

### その他
聴取率調査（スペシャルウィーク）の実施週の、特に18-22時までの番組（年度上半期はナイター中継の影響が少ない月・土・日曜が多い）を中心に、一部のレギュラー番組を休止して特別番組に差し替える場合もある。

## 放送中の番組（2025年7月 - ）

### ニュース・天気予報・交通情報
早朝から夕方までの各ワイド番組の中で放送される。

### 平日
| 時 | 月曜 | 火曜 | 水曜 | 木曜 | 金曜 |
| 5 | 4:30（月曜5:00） 上柳昌彦 あさぼらけ パーソナリティ：上柳昌彦 ▽5:35 心のともしび - 坪井木の実 | 4:30（月曜5:00） 上柳昌彦 あさぼらけ パーソナリティ：上柳昌彦 ▽5:35 心のともしび - 坪井木の実 | 4:30（月曜5:00） 上柳昌彦 あさぼらけ パーソナリティ：上柳昌彦 ▽5:35 心のともしび - 坪井木の実 | 4:30（月曜5:00） 上柳昌彦 あさぼらけ パーソナリティ：上柳昌彦 ▽5:35 心のともしび - 坪井木の実 | 4:30（月曜5:00） 上柳昌彦 あさぼらけ パーソナリティ：上柳昌彦 ▽5:35 心のともしび - 坪井木の実 |
| 6 | 00 飯田浩司のOK! Cozy up! パーソナリティ：飯田浩司 アシスタント 月 - 木：新行市佳 金：内田雄基 コメンテーター 日替わりで登場 ▽6:43 黒木瞳のあさナビ - 黒木瞳 ▽7:10 お早う! ニュースネットワーク ▽7:35 羽田美智子のいってらっしゃい - 羽田美智子                    | 00 飯田浩司のOK! Cozy up! パーソナリティ：飯田浩司 アシスタント 月 - 木：新行市佳 金：内田雄基 コメンテーター 日替わりで登場 ▽6:43 黒木瞳のあさナビ - 黒木瞳 ▽7:10 お早う! ニュースネットワーク ▽7:35 羽田美智子のいってらっしゃい - 羽田美智子                    | 00 飯田浩司のOK! Cozy up! パーソナリティ：飯田浩司 アシスタント 月 - 木：新行市佳 金：内田雄基 コメンテーター 日替わりで登場 ▽6:43 黒木瞳のあさナビ - 黒木瞳 ▽7:10 お早う! ニュースネットワーク ▽7:35 羽田美智子のいってらっしゃい - 羽田美智子                    | 00 飯田浩司のOK! Cozy up! パーソナリティ：飯田浩司 アシスタント 月 - 木：新行市佳 金：内田雄基 コメンテーター 日替わりで登場 ▽6:43 黒木瞳のあさナビ - 黒木瞳 ▽7:10 お早う! ニュースネットワーク ▽7:35 羽田美智子のいってらっしゃい - 羽田美智子                    | 00 飯田浩司のOK! Cozy up! パーソナリティ：飯田浩司 アシスタント 月 - 木：新行市佳 金：内田雄基 コメンテーター 日替わりで登場 ▽6:43 黒木瞳のあさナビ - 黒木瞳 ▽7:10 お早う! ニュースネットワーク ▽7:35 羽田美智子のいってらっしゃい - 羽田美智子 |
| 7 | 00 飯田浩司のOK! Cozy up! パーソナリティ：飯田浩司 アシスタント 月 - 木：新行市佳 金：内田雄基 コメンテーター 日替わりで登場 ▽6:43 黒木瞳のあさナビ - 黒木瞳 ▽7:10 お早う! ニュースネットワーク ▽7:35 羽田美智子のいってらっしゃい - 羽田美智子                    | 00 飯田浩司のOK! Cozy up! パーソナリティ：飯田浩司 アシスタント 月 - 木：新行市佳 金：内田雄基 コメンテーター 日替わりで登場 ▽6:43 黒木瞳のあさナビ - 黒木瞳 ▽7:10 お早う! ニュースネットワーク ▽7:35 羽田美智子のいってらっしゃい - 羽田美智子                    | 00 飯田浩司のOK! Cozy up! パーソナリティ：飯田浩司 アシスタント 月 - 木：新行市佳 金：内田雄基 コメンテーター 日替わりで登場 ▽6:43 黒木瞳のあさナビ - 黒木瞳 ▽7:10 お早う! ニュースネットワーク ▽7:35 羽田美智子のいってらっしゃい - 羽田美智子                    | 00 飯田浩司のOK! Cozy up! パーソナリティ：飯田浩司 アシスタント 月 - 木：新行市佳 金：内田雄基 コメンテーター 日替わりで登場 ▽6:43 黒木瞳のあさナビ - 黒木瞳 ▽7:10 お早う! ニュースネットワーク ▽7:35 羽田美智子のいってらっしゃい - 羽田美智子                    | 00 飯田浩司のOK! Cozy up! パーソナリティ：飯田浩司 アシスタント 月 - 木：新行市佳 金：内田雄基 コメンテーター 日替わりで登場 ▽6:43 黒木瞳のあさナビ - 黒木瞳 ▽7:10 お早う! ニュースネットワーク ▽7:35 羽田美智子のいってらっしゃい - 羽田美智子 |
| 8 | 00 垣花正 あなたとハッピー! パーソナリティ：垣花正 パートナー 月・水：那須恵理子 火・木：熊谷実帆 コメンテーター 月：高橋洋一 火：森永康平ほか1名 水：週替わり 木：中瀬ゆかり（月1回は休演） リポーター：前島花音 ▽10:13 榊原郁恵のハッピー・ダイアリー - 榊原郁恵 | 00 垣花正 あなたとハッピー! パーソナリティ：垣花正 パートナー 月・水：那須恵理子 火・木：熊谷実帆 コメンテーター 月：高橋洋一 火：森永康平ほか1名 水：週替わり 木：中瀬ゆかり（月1回は休演） リポーター：前島花音 ▽10:13 榊原郁恵のハッピー・ダイアリー - 榊原郁恵 | 00 垣花正 あなたとハッピー! パーソナリティ：垣花正 パートナー 月・水：那須恵理子 火・木：熊谷実帆 コメンテーター 月：高橋洋一 火：森永康平ほか1名 水：週替わり 木：中瀬ゆかり（月1回は休演） リポーター：前島花音 ▽10:13 榊原郁恵のハッピー・ダイアリー - 榊原郁恵 | 00 垣花正 あなたとハッピー! パーソナリティ：垣花正 パートナー 月・水：那須恵理子 火・木：熊谷実帆 コメンテーター 月：高橋洋一 火：森永康平ほか1名 水：週替わり 木：中瀬ゆかり（月1回は休演） リポーター：前島花音 ▽10:13 榊原郁恵のハッピー・ダイアリー - 榊原郁恵 | 00 春風亭一之輔 あなたとハッピー! パーソナリティ：春風亭一之輔 パートナー：増山さやか |
| 9 | 00 垣花正 あなたとハッピー! パーソナリティ：垣花正 パートナー 月・水：那須恵理子 火・木：熊谷実帆 コメンテーター 月：高橋洋一 火：森永康平ほか1名 水：週替わり 木：中瀬ゆかり（月1回は休演） リポーター：前島花音 ▽10:13 榊原郁恵のハッピー・ダイアリー - 榊原郁恵 | 00 垣花正 あなたとハッピー! パーソナリティ：垣花正 パートナー 月・水：那須恵理子 火・木：熊谷実帆 コメンテーター 月：高橋洋一 火：森永康平ほか1名 水：週替わり 木：中瀬ゆかり（月1回は休演） リポーター：前島花音 ▽10:13 榊原郁恵のハッピー・ダイアリー - 榊原郁恵 | 00 垣花正 あなたとハッピー! パーソナリティ：垣花正 パートナー 月・水：那須恵理子 火・木：熊谷実帆 コメンテーター 月：高橋洋一 火：森永康平ほか1名 水：週替わり 木：中瀬ゆかり（月1回は休演） リポーター：前島花音 ▽10:13 榊原郁恵のハッピー・ダイアリー - 榊原郁恵 | 00 垣花正 あなたとハッピー! パーソナリティ：垣花正 パートナー 月・水：那須恵理子 火・木：熊谷実帆 コメンテーター 月：高橋洋一 火：森永康平ほか1名 水：週替わり 木：中瀬ゆかり（月1回は休演） リポーター：前島花音 ▽10:13 榊原郁恵のハッピー・ダイアリー - 榊原郁恵 | 00 春風亭一之輔 あなたとハッピー! パーソナリティ：春風亭一之輔 パートナー：増山さやか |
| 10 | 00 垣花正 あなたとハッピー! パーソナリティ：垣花正 パートナー 月・水：那須恵理子 火・木：熊谷実帆 コメンテーター 月：高橋洋一 火：森永康平ほか1名 水：週替わり 木：中瀬ゆかり（月1回は休演） リポーター：前島花音 ▽10:13 榊原郁恵のハッピー・ダイアリー - 榊原郁恵 | 00 垣花正 あなたとハッピー! パーソナリティ：垣花正 パートナー 月・水：那須恵理子 火・木：熊谷実帆 コメンテーター 月：高橋洋一 火：森永康平ほか1名 水：週替わり 木：中瀬ゆかり（月1回は休演） リポーター：前島花音 ▽10:13 榊原郁恵のハッピー・ダイアリー - 榊原郁恵 | 00 垣花正 あなたとハッピー! パーソナリティ：垣花正 パートナー 月・水：那須恵理子 火・木：熊谷実帆 コメンテーター 月：高橋洋一 火：森永康平ほか1名 水：週替わり 木：中瀬ゆかり（月1回は休演） リポーター：前島花音 ▽10:13 榊原郁恵のハッピー・ダイアリー - 榊原郁恵 | 00 垣花正 あなたとハッピー! パーソナリティ：垣花正 パートナー 月・水：那須恵理子 火・木：熊谷実帆 コメンテーター 月：高橋洋一 火：森永康平ほか1名 水：週替わり 木：中瀬ゆかり（月1回は休演） リポーター：前島花音 ▽10:13 榊原郁恵のハッピー・ダイアリー - 榊原郁恵 | 00 春風亭一之輔 あなたとハッピー! パーソナリティ：春風亭一之輔 パートナー：増山さやか |
| 11 | 11:00 テレフォン人生相談 パーソナリティ 月：加藤諦三 火：今井通子 水：玉置妙憂 木：柴田理恵 金：田中ウルヴェ京 回答者：大原敬子、マドモアゼル・愛、三石由起子、高橋龍太郎、森田豊ほかから、1名                                                                     | 11:00 テレフォン人生相談 パーソナリティ 月：加藤諦三 火：今井通子 水：玉置妙憂 木：柴田理恵 金：田中ウルヴェ京 回答者：大原敬子、マドモアゼル・愛、三石由起子、高橋龍太郎、森田豊ほかから、1名                                                                     | 11:00 テレフォン人生相談 パーソナリティ 月：加藤諦三 火：今井通子 水：玉置妙憂 木：柴田理恵 金：田中ウルヴェ京 回答者：大原敬子、マドモアゼル・愛、三石由起子、高橋龍太郎、森田豊ほかから、1名                                                                     | 11:00 テレフォン人生相談 パーソナリティ 月：加藤諦三 火：今井通子 水：玉置妙憂 木：柴田理恵 金：田中ウルヴェ京 回答者：大原敬子、マドモアゼル・愛、三石由起子、高橋龍太郎、森田豊ほかから、1名                                                                     | 11:00 テレフォン人生相談 パーソナリティ 月：加藤諦三 火：今井通子 水：玉置妙憂 木：柴田理恵 金：田中ウルヴェ京 回答者：大原敬子、マドモアゼル・愛、三石由起子、高橋龍太郎、森田豊ほかから、1名                                                  |
| 11 | 11:20 伊集院光のちょいタネ - 伊集院光、日替わりパートナー | | | | |
| 11 | 11:30 高田文夫のラジオビバリー昼ズ パーソナリティ 月・金：高田文夫 火：東貴博 水：春風亭昇太 木：清水ミチコ アシスタント 月：松本明子 火：黒沢かずこ 水：乾貴美子 木：ナイツ 金：松村邦洋、磯山さやか                                                              | | | | |
| 12 | | | | | |
| 13 | 00 ザ・ラジオショー パーソナリティ 月 - 木：ナイツ 金：中川家 パートナー 月：平野ノラ 火：山﨑ケイ 水：安藤なつ 木：箕輪はるか 金：東島衣里 ▽15:20 ニッポンチャレンジドアスリート - 市川團十郎 、新行市佳                                                          | 00 ザ・ラジオショー パーソナリティ 月 - 木：ナイツ 金：中川家 パートナー 月：平野ノラ 火：山﨑ケイ 水：安藤なつ 木：箕輪はるか 金：東島衣里 ▽15:20 ニッポンチャレンジドアスリート - 市川團十郎 、新行市佳                                                          | 00 ザ・ラジオショー パーソナリティ 月 - 木：ナイツ 金：中川家 パートナー 月：平野ノラ 火：山﨑ケイ 水：安藤なつ 木：箕輪はるか 金：東島衣里 ▽15:20 ニッポンチャレンジドアスリート - 市川團十郎 、新行市佳                                                          | 00 ザ・ラジオショー パーソナリティ 月 - 木：ナイツ 金：中川家 パートナー 月：平野ノラ 火：山﨑ケイ 水：安藤なつ 木：箕輪はるか 金：東島衣里 ▽15:20 ニッポンチャレンジドアスリート - 市川團十郎 、新行市佳                                                          | 00 ザ・ラジオショー パーソナリティ 月 - 木：ナイツ 金：中川家 パートナー 月：平野ノラ 火：山﨑ケイ 水：安藤なつ 木：箕輪はるか 金：東島衣里 ▽15:20 ニッポンチャレンジドアスリート - 市川團十郎 、新行市佳                                       |
| 14 | 00 ザ・ラジオショー パーソナリティ 月 - 木：ナイツ 金：中川家 パートナー 月：平野ノラ 火：山﨑ケイ 水：安藤なつ 木：箕輪はるか 金：東島衣里 ▽15:20 ニッポンチャレンジドアスリート - 市川團十郎 、新行市佳                                                          | 00 ザ・ラジオショー パーソナリティ 月 - 木：ナイツ 金：中川家 パートナー 月：平野ノラ 火：山﨑ケイ 水：安藤なつ 木：箕輪はるか 金：東島衣里 ▽15:20 ニッポンチャレンジドアスリート - 市川團十郎 、新行市佳                                                          | 00 ザ・ラジオショー パーソナリティ 月 - 木：ナイツ 金：中川家 パートナー 月：平野ノラ 火：山﨑ケイ 水：安藤なつ 木：箕輪はるか 金：東島衣里 ▽15:20 ニッポンチャレンジドアスリート - 市川團十郎 、新行市佳                                                          | 00 ザ・ラジオショー パーソナリティ 月 - 木：ナイツ 金：中川家 パートナー 月：平野ノラ 火：山﨑ケイ 水：安藤なつ 木：箕輪はるか 金：東島衣里 ▽15:20 ニッポンチャレンジドアスリート - 市川團十郎 、新行市佳                                                          | 00 ザ・ラジオショー パーソナリティ 月 - 木：ナイツ 金：中川家 パートナー 月：平野ノラ 火：山﨑ケイ 水：安藤なつ 木：箕輪はるか 金：東島衣里 ▽15:20 ニッポンチャレンジドアスリート - 市川團十郎 、新行市佳                                       |
| 15 | 00 ザ・ラジオショー パーソナリティ 月 - 木：ナイツ 金：中川家 パートナー 月：平野ノラ 火：山﨑ケイ 水：安藤なつ 木：箕輪はるか 金：東島衣里 ▽15:20 ニッポンチャレンジドアスリート - 市川團十郎 、新行市佳                                                          | 00 ザ・ラジオショー パーソナリティ 月 - 木：ナイツ 金：中川家 パートナー 月：平野ノラ 火：山﨑ケイ 水：安藤なつ 木：箕輪はるか 金：東島衣里 ▽15:20 ニッポンチャレンジドアスリート - 市川團十郎 、新行市佳                                                          | 00 ザ・ラジオショー パーソナリティ 月 - 木：ナイツ 金：中川家 パートナー 月：平野ノラ 火：山﨑ケイ 水：安藤なつ 木：箕輪はるか 金：東島衣里 ▽15:20 ニッポンチャレンジドアスリート - 市川團十郎 、新行市佳                                                          | 00 ザ・ラジオショー パーソナリティ 月 - 木：ナイツ 金：中川家 パートナー 月：平野ノラ 火：山﨑ケイ 水：安藤なつ 木：箕輪はるか 金：東島衣里 ▽15:20 ニッポンチャレンジドアスリート - 市川團十郎 、新行市佳                                                          | 00 ザ・ラジオショー パーソナリティ 月 - 木：ナイツ 金：中川家 パートナー 月：平野ノラ 火：山﨑ケイ 水：安藤なつ 木：箕輪はるか 金：東島衣里 ▽15:20 ニッポンチャレンジドアスリート - 市川團十郎 、新行市佳                                       |
| 15:30 辛坊治郎ズーム そこまで言うか! パーソナリティ 月 - 水：辛坊治郎 木：飯田浩司 アシスタント：増山さやか リポーター 月・火：ATOM（根本朋之） 水・木：内田雄基 | 15:30 辛坊治郎ズーム そこまで言うか! パーソナリティ 月 - 水：辛坊治郎 木：飯田浩司 アシスタント：増山さやか リポーター 月・火：ATOM（根本朋之） 水・木：内田雄基                                                                                                   | 15:30 辛坊治郎ズーム そこまで言うか! パーソナリティ 月 - 水：辛坊治郎 木：飯田浩司 アシスタント：増山さやか リポーター 月・火：ATOM（根本朋之） 水・木：内田雄基                                                                                                   | 15:30 辛坊治郎ズーム そこまで言うか! パーソナリティ 月 - 水：辛坊治郎 木：飯田浩司 アシスタント：増山さやか リポーター 月・火：ATOM（根本朋之） 水・木：内田雄基                                                                                                   | 15:30 うどうのらじお パーソナリティ：有働由美子 アシスタント：熊谷実帆 リポーター：箱崎みどり | |
| 15:30 辛坊治郎ズーム そこまで言うか! パーソナリティ 月 - 水：辛坊治郎 木：飯田浩司 アシスタント：増山さやか リポーター 月・火：ATOM（根本朋之） 水・木：内田雄基 | 15:30 辛坊治郎ズーム そこまで言うか! パーソナリティ 月 - 水：辛坊治郎 木：飯田浩司 アシスタント：増山さやか リポーター 月・火：ATOM（根本朋之） 水・木：内田雄基                                                                                                   | 15:30 辛坊治郎ズーム そこまで言うか! パーソナリティ 月 - 水：辛坊治郎 木：飯田浩司 アシスタント：増山さやか リポーター 月・火：ATOM（根本朋之） 水・木：内田雄基                                                                                                   | 15:30 辛坊治郎ズーム そこまで言うか! パーソナリティ 月 - 水：辛坊治郎 木：飯田浩司 アシスタント：増山さやか リポーター 月・火：ATOM（根本朋之） 水・木：内田雄基                                                                                                   | 15:30 うどうのらじお パーソナリティ：有働由美子 アシスタント：熊谷実帆 リポーター：箱崎みどり | 16 |
| 15:30 辛坊治郎ズーム そこまで言うか! パーソナリティ 月 - 水：辛坊治郎 木：飯田浩司 アシスタント：増山さやか リポーター 月・火：ATOM（根本朋之） 水・木：内田雄基 | 15:30 辛坊治郎ズーム そこまで言うか! パーソナリティ 月 - 水：辛坊治郎 木：飯田浩司 アシスタント：増山さやか リポーター 月・火：ATOM（根本朋之） 水・木：内田雄基                                                                                                   | 15:30 辛坊治郎ズーム そこまで言うか! パーソナリティ 月 - 水：辛坊治郎 木：飯田浩司 アシスタント：増山さやか リポーター 月・火：ATOM（根本朋之） 水・木：内田雄基                                                                                                   | 15:30 辛坊治郎ズーム そこまで言うか! パーソナリティ 月 - 水：辛坊治郎 木：飯田浩司 アシスタント：増山さやか リポーター 月・火：ATOM（根本朋之） 水・木：内田雄基                                                                                                   | 15:30 うどうのらじお パーソナリティ：有働由美子 アシスタント：熊谷実帆 リポーター：箱崎みどり | 17 |
| 15:30 辛坊治郎ズーム そこまで言うか! パーソナリティ 月 - 水：辛坊治郎 木：飯田浩司 アシスタント：増山さやか リポーター 月・火：ATOM（根本朋之） 水・木：内田雄基 | 15:30 辛坊治郎ズーム そこまで言うか! パーソナリティ 月 - 水：辛坊治郎 木：飯田浩司 アシスタント：増山さやか リポーター 月・火：ATOM（根本朋之） 水・木：内田雄基                                                                                                   | 15:30 辛坊治郎ズーム そこまで言うか! パーソナリティ 月 - 水：辛坊治郎 木：飯田浩司 アシスタント：増山さやか リポーター 月・火：ATOM（根本朋之） 水・木：内田雄基                                                                                                   | 15:30 辛坊治郎ズーム そこまで言うか! パーソナリティ 月 - 水：辛坊治郎 木：飯田浩司 アシスタント：増山さやか リポーター 月・火：ATOM（根本朋之） 水・木：内田雄基                                                                                                   | 17:10 河北麻友子のマユコレ! 河北麻友子 | |
| 17:30 ショウアップナイタープレイボール - 熊谷実帆 | 17:30 伊集院光のタネ パーソナリティ：伊集院光、日替わりパートナー | 17:30 伊集院光のタネ パーソナリティ：伊集院光、日替わりパートナー | 17:30 伊集院光のタネ パーソナリティ：伊集院光、日替わりパートナー | 17:30 伊集院光のタネ パーソナリティ：伊集院光、日替わりパートナー | |
| 17:40 パンサー向井のチャリで30分 - 向井慧 | 17:50 ショウアップナイタープレイボール 火：箱崎みどり 水：東島衣里 木：小林玄葵 金：坂本梨紗 | 17:50 ショウアップナイタープレイボール 火：箱崎みどり 水：東島衣里 木：小林玄葵 金：坂本梨紗 | 17:50 ショウアップナイタープレイボール 火：箱崎みどり 水：東島衣里 木：小林玄葵 金：坂本梨紗 | 17:50 ショウアップナイタープレイボール 火：箱崎みどり 水：東島衣里 木：小林玄葵 金：坂本梨紗 | |
| 18 | 10 私の正論 - 吉崎典子 | 18:00 ニッポン放送ショウアップナイター | 18:00 ニッポン放送ショウアップナイター | 18:00 ニッポン放送ショウアップナイター | 18:00 ニッポン放送ショウアップナイター |
| 18 | 20 森田健作 青春の勲章は くじけない心 森田健作、西村知美 | 18:00 ニッポン放送ショウアップナイター | 18:00 ニッポン放送ショウアップナイター | 18:00 ニッポン放送ショウアップナイター | 18:00 ニッポン放送ショウアップナイター |
| 18 | 50 畑芽育とFUN Time 畑芽育 | 18:00 ニッポン放送ショウアップナイター | 18:00 ニッポン放送ショウアップナイター | 18:00 ニッポン放送ショウアップナイター | 18:00 ニッポン放送ショウアップナイター |
| 19 | 20 鈴木おさむ 月曜日の社長 鈴木おさむ、三鬼紘太郎 | 18:00 ニッポン放送ショウアップナイター | 18:00 ニッポン放送ショウアップナイター | 18:00 ニッポン放送ショウアップナイター | 18:00 ニッポン放送ショウアップナイター |
| 19 | 40 =LOVEのイコラフ =LOVE（3名ずつ週替わり） | 18:00 ニッポン放送ショウアップナイター | 18:00 ニッポン放送ショウアップナイター | 18:00 ニッポン放送ショウアップナイター | 18:00 ニッポン放送ショウアップナイター |
| 20 | 00 RADIO X-over 吉田尚記、新日本プロレス or スターダム所属選手から1名 | 18:00 ニッポン放送ショウアップナイター | 18:00 ニッポン放送ショウアップナイター | 18:00 ニッポン放送ショウアップナイター | 18:00 ニッポン放送ショウアップナイター |
| 20 | 30 話しTARINAI!キズナラジオ! 愛美 | 18:00 ニッポン放送ショウアップナイター | 18:00 ニッポン放送ショウアップナイター | 18:00 ニッポン放送ショウアップナイター | 18:00 ニッポン放送ショウアップナイター |
| 21 | 00 田﨑さくらのStep Up！My LIFE 田﨑さくら | 00 ショウアップナイターハイライト 火：箱崎みどり 水：小林玄葵 木：東島衣里 金：坂本梨紗 | 00 ショウアップナイターハイライト 火：箱崎みどり 水：小林玄葵 木：東島衣里 金：坂本梨紗 | 00 ショウアップナイターハイライト 火：箱崎みどり 水：小林玄葵 木：東島衣里 金：坂本梨紗 | 00 ショウアップナイターハイライト 火：箱崎みどり 水：小林玄葵 木：東島衣里 金：坂本梨紗 |
| 21 | 30 阿部亮のNGO世界一周! 阿部亮 | 30 横川尚隆のムキムキラジオ! 横川尚隆 | 30 玉城ティナとある世界 玉城ティナ | 30 有楽町KAWAII LAB. KAWAII研究中! KAWAII LAB.（FRUITS ZIPPERから1名、他から2名） | 30 中川翔子 アニメサークル 中川翔子 |
| 21 | 50 大沢あかね LUCKY 7 - 大沢あかね | | | | |
| 21 | 57 看板娘ホッピー・ミーナの HOPPY HAPPY BAR パーソナリティ：石渡美奈 アシスタント：立川志らら | | | | |
| 22 | オールナイトニッポン MUSIC10 | オールナイトニッポン MUSIC10 | オールナイトニッポン MUSIC10 | オールナイトニッポン MUSIC10 | オールナイトニッポンGOLD |
| 22 | 森山良子 | 鈴木杏樹 | 第1週・第3週 名取裕子 第2週 森高千里 第4週 岸谷香 第5週 月替わり | 渡辺満里奈 | 第1週 あいみょん 第2週 松任谷由実 第3週以降 月替わり |
| 23 | 森山良子 | 鈴木杏樹 | 第1週・第3週 名取裕子 第2週 森高千里 第4週 岸谷香 第5週 月替わり | 渡辺満里奈 | 第1週 あいみょん 第2週 松任谷由実 第3週以降 月替わり |
| 0 | 00 FRUITS ZIPPERの オールナイトニッポンX | 00 高橋文哉の オールナイトニッポンX | 00 JO1の オールナイトニッポンX（白岩瑠姫） | 00 日向坂46・松田好花の オールナイトニッポンX | 00 オールナイトニッポンX - 週替わり 最終金曜 &TEAMのオールナイトニッポンX |
| 0 | 58 ミュージック・パーティー - 森戸知沙希 | | | | 00 オールナイトニッポンX - 週替わり 最終金曜 &TEAMのオールナイトニッポンX |
| 1 | 00 山田裕貴の オールナイトニッポン | 00 星野源の オールナイトニッポン | 00 乃木坂46の オールナイトニッポン （久保史緒里） | 00 ナインティナインの オールナイトニッポン | 00 霜降り明星の オールナイトニッポン |
| 2 | 00 山田裕貴の オールナイトニッポン | 00 星野源の オールナイトニッポン | 00 乃木坂46の オールナイトニッポン （久保史緒里） | 00 ナインティナインの オールナイトニッポン | 00 霜降り明星の オールナイトニッポン |
| 3 | 00 キタニタツヤのオールナイトニッポンシリーズ | 00 あののオールナイトニッポン0(ZERO) | 00 佐久間宣行の オールナイトニッポン0(ZERO) | 00 マヂカルラブリーの オールナイトニッポン0(ZERO) | 00 三四郎のオールナイトニッポン0(ZERO) |
| 4 | 00 キタニタツヤのオールナイトニッポンシリーズ | 00 あののオールナイトニッポン0(ZERO) | 00 佐久間宣行の オールナイトニッポン0(ZERO) | 00 マヂカルラブリーの オールナイトニッポン0(ZERO) | 00 三四郎のオールナイトニッポン0(ZERO) |
| 4:30（月曜5:00） 上柳昌彦 あさぼらけ | | | | | 00 三四郎のオールナイトニッポン0(ZERO) |

### 週末
| 時 | 土曜 | 日曜 |
| 5 | 00 徳光和夫 とくモリ!歌謡サタデー パーソナリティ：徳光和夫 アシスタント：石川みゆき ▽5:25 心のともしび - 坪井木の実 ▽7:25 快適生活ラジオショッピング - 小倉淳 | 00 ひろたみゆ紀のサンデー早起き有楽町 パーソナリティ：ひろたみゆ紀 ▽番組審議会（第1週） ▽5:30 中山秀征の有楽町で逢いまSHOW - 中山秀征、石川みゆき ▽6:04 週刊 なるほど!ニッポン - 立川晴の輔 ▽6:15 おはよう!ニッポン全国消防団 - ひろたみゆ紀 ▽6:25 ウィークエンド・ケアタイム「ひだまりハウス」 〜うつ病・認知症について語ろう〜 - 町亞聖、樋口輝彦 or 朝田隆 |
| 6 | 00 徳光和夫 とくモリ!歌謡サタデー パーソナリティ：徳光和夫 アシスタント：石川みゆき ▽5:25 心のともしび - 坪井木の実 ▽7:25 快適生活ラジオショッピング - 小倉淳 | 00 ひろたみゆ紀のサンデー早起き有楽町 パーソナリティ：ひろたみゆ紀 ▽番組審議会（第1週） ▽5:30 中山秀征の有楽町で逢いまSHOW - 中山秀征、石川みゆき ▽6:04 週刊 なるほど!ニッポン - 立川晴の輔 ▽6:15 おはよう!ニッポン全国消防団 - ひろたみゆ紀 ▽6:25 ウィークエンド・ケアタイム「ひだまりハウス」 〜うつ病・認知症について語ろう〜 - 町亞聖、樋口輝彦 or 朝田隆 |
| 7 | 00 徳光和夫 とくモリ!歌謡サタデー パーソナリティ：徳光和夫 アシスタント：石川みゆき ▽5:25 心のともしび - 坪井木の実 ▽7:25 快適生活ラジオショッピング - 小倉淳 | 00 イルカのミュージックハーモニー パーソナリティ：イルカ |
| 7 | 7:40 おしゃべりラボ〜しあわせSocial Design〜 - 中村陽一、残間里江子                                                                                           | 00 イルカのミュージックハーモニー パーソナリティ：イルカ |
| 8 | 00 Music Machine Go! Go!☆ - 小林克也 | 00 イルカのミュージックハーモニー パーソナリティ：イルカ |
| 8 | 30 八木亜希子 LOVE&MELODY パーソナリティ：八木亜希子 ▽9:42 快適生活ラジオショッピング                                                                         | 8:30 薬師丸ひろ子 ハート・デリバリー - 薬師丸ひろ子 |
| 9 | 30 八木亜希子 LOVE&MELODY パーソナリティ：八木亜希子 ▽9:42 快適生活ラジオショッピング                                                                         | 00 三宅裕司のサンデーヒットパラダイス パーソナリティ：三宅裕司 アシスタント：江口ともみ リポーター：田上ひろし |
| 10 | 30 八木亜希子 LOVE&MELODY パーソナリティ：八木亜希子 ▽9:42 快適生活ラジオショッピング                                                                         | 00 三宅裕司のサンデーヒットパラダイス パーソナリティ：三宅裕司 アシスタント：江口ともみ リポーター：田上ひろし |
| 11 | 00 ゴッドアフタヌーン アッコのいいかげんに1000回 パーソナリティ：和田アキ子 アシスタント：垣花正                                                              | 00 三宅裕司のサンデーヒットパラダイス パーソナリティ：三宅裕司 アシスタント：江口ともみ リポーター：田上ひろし |
| 12 | 00 ゴッドアフタヌーン アッコのいいかげんに1000回 パーソナリティ：和田アキ子 アシスタント：垣花正                                                              | 00 土田晃之 日曜のへそ パーソナリティ：土田晃之 パートナー：新内眞衣 ▽14:10 SDGs MAGAZINE - 新内眞衣 |
| 13 | 00 ザ・ラジオショーサタデー パーソナリティ：サンドウィッチマン パートナー：東島衣里                                                                           | 00 土田晃之 日曜のへそ パーソナリティ：土田晃之 パートナー：新内眞衣 ▽14:10 SDGs MAGAZINE - 新内眞衣 |
| 14 | 00 ザ・ラジオショーサタデー パーソナリティ：サンドウィッチマン パートナー：東島衣里                                                                           | 00 土田晃之 日曜のへそ パーソナリティ：土田晃之 パートナー：新内眞衣 ▽14:10 SDGs MAGAZINE - 新内眞衣 |
| 15 | 00 さまぁ〜ずのさまラジ - さまぁ〜ず、小山愛理 | 00 土田晃之 日曜のへそ パーソナリティ：土田晃之 パートナー：新内眞衣 ▽14:10 SDGs MAGAZINE - 新内眞衣 |
| 15 | 30 ロケット団の定例ラジオ - ロケット団 | 00 土田晃之 日曜のへそ パーソナリティ：土田晃之 パートナー：新内眞衣 ▽14:10 SDGs MAGAZINE - 新内眞衣 |
| 15 | 50 はじめよう!フェムテック - 伊久美亜紀、東島衣里 | 00 土田晃之 日曜のへそ パーソナリティ：土田晃之 パートナー：新内眞衣 ▽14:10 SDGs MAGAZINE - 新内眞衣 |
| 16 | 00 NOKKOのオカエリ ただいま。 - NOKKO | 00 笑福亭鶴瓶 日曜日のそれ パーソナリティ：笑福亭鶴瓶 パートナー：上柳昌彦 |
| 16 | 16:20 渡邉美樹 5年後の夢を語ろう! - 渡邉美樹、テリー伊藤 | 00 笑福亭鶴瓶 日曜日のそれ パーソナリティ：笑福亭鶴瓶 パートナー：上柳昌彦 |
| 16 | 16:50 剛力彩芽は未来を編む - 剛力彩芽 | 00 笑福亭鶴瓶 日曜日のそれ パーソナリティ：笑福亭鶴瓶 パートナー：上柳昌彦 |
| 17 | | 00 笑福亭鶴瓶 日曜日のそれ パーソナリティ：笑福亭鶴瓶 パートナー：上柳昌彦 |
| 17:20 成田昭次のRockon The Knight - 成田昭次 | 30 ミッツ・ザ・コレクション - ミッツ・マングローブ | |
| 17:50 ナイターなしの土：ショウアップナイタースペシャル ラジオペナントレース - 煙山光紀 ナイターありの土・日：ショウアップナイタープレイボール - 土：森田耕次 日：週替わり | | |
| 18 | 19:00 ニッポン放送ショウアップナイター | 18:00 渡部陽一 明日へ喝! - 渡部陽一、石川みゆき |
| 18 | 19:00 ニッポン放送ショウアップナイター | 40 足立梨花のちょっと“えぇこと” - 足立梨花 |
| 19 | 19:00 ニッポン放送ショウアップナイター | 00 SPECIAL BOX（特別番組枠で内容不定） |
| 20 | 19:00 ニッポン放送ショウアップナイター | 00 古家正亨 K TRACKS - 古家正亨、ひろたみゆ紀 |
| 20 | 19:00 ニッポン放送ショウアップナイター | 20:30 いま、地球がアツい！ - 箱崎みどり |
| 20 | 19:00 ニッポン放送ショウアップナイター | 20:40 藤岡弘、家族で語ろう！ - 藤岡弘 |
| 21 | 00 ショウアップナイターハイライト - 森田耕次 | 21:00 お金の学校 - 柴田阿弥 |
| 21 | 00 ショウアップナイターハイライト - 森田耕次 | 21:20 オフタイム・レコーズ - Novelbright、ねぎ |
| 21 | 30 山崎育三郎のI AM 1936 - 山崎育三郎 | |
| 21 | 40 三代目 J SOUL BROTHERS 山下健二郎のZERO BASE パーソナリティ：山下健二郎 パートナー：岩谷翔吾、松井利樹、澤本夏輝のいずれか                                 | |
| 22 | 00 僕が見たかった青空 君と奏でるラジオ - 早﨑すずき | 00 ももいろクローバーZ ももクロくらぶxoxo - ももいろクローバーZ |
| 22 | 30 なにわ男子の初心ラジ! - なにわ男子（2名ずつ週替わり） | 30 ＃みちょパラ - 池田美優 |
| 23 | 30 なにわ男子の初心ラジ! - なにわ男子（2名ずつ週替わり） | 00 櫻坂46 こちら有楽町星空放送局 - 櫻坂46（井上梨名ほか1名） |
| 23 | 23:30 SixTONESのオールナイトニッポンサタデースペシャル パーソナリティ：SixTONES（田中樹ほか1名）                                                              | 23:30 ミューコミVR パーソナリティ：一翔剣 パートナー：西井万理那、末吉9太郎 |
| 0 | 23:30 SixTONESのオールナイトニッポンサタデースペシャル パーソナリティ：SixTONES（田中樹ほか1名）                                                              | 23:30 ミューコミVR パーソナリティ：一翔剣 パートナー：西井万理那、末吉9太郎 |
| 0:30 超ときめき♡STYLE - 超ときめき♡宣伝部 | 23:30 SixTONESのオールナイトニッポンサタデースペシャル パーソナリティ：SixTONES（田中樹ほか1名）                                                              | |
| 0:50 神田莉緒香のKANDAFUL RADIO - 神田莉緒香 | 23:30 SixTONESのオールナイトニッポンサタデースペシャル パーソナリティ：SixTONES（田中樹ほか1名）                                                              | |
| 1 | 00 オードリーのオールナイトニッポン | 00 七海うららのパラレルーム - 七海うらら |
| 1 | 00 オードリーのオールナイトニッポン | 1:30 Rain Treeのラジオ予備校 - Rain Tree |
| 1 | 00 オードリーのオールナイトニッポン | 1:40 放送休止 （月1回）特別番組 |
| 2 | 00 オードリーのオールナイトニッポン | |
| 3 | 00 オールナイトニッポン0(ZERO) 週替わり ヤーレンズ（毎月最終週）                                                                                              | （月1回） 高嶋ひでたけの オールナイトニッポン 月イチ |
| 4 | 00 オールナイトニッポン0(ZERO) 週替わり ヤーレンズ（毎月最終週）                                                                                              | （月1回） 高嶋ひでたけの オールナイトニッポン 月イチ |

- 月曜日1時30分から5時までは基本的に、クロージング、試験電波、オープニング、緊急警報放送システム試験信号で放送休止。なお、（月1回）の2番組は同一日に放送しており、放送される週は終夜放送となる。

## 現在の裏送り番組
- 情報宝島
- あなたにハッピー・メロディ

## 主な歴代特別番組
- ニッポン放送ショウアップナイター
  - ショウアップナイタープレイボール
  - ショウアップナイターハイライト

年末年始年越し関連番組はこちらへ。他に聴取率調査週間時などでの通常番組枠の拡大などを伴う特別番組あり。
- ラジオ・チャリティー・ミュージックソン（毎年12月24日の正午-12月25日の正午。1975年 - 現在）
- これがニッポン放送のステレオだ! ステレオオープニングスペシャル - 1992年3月15日
- ニッポン放送社屋移転特別番組 有楽町からお台場へ 1242人夢のマイクリレー - 1997年3月23日
- アッコ・徳光のラジオ紅白歌合戦（7・8月、12月の年2回）
- ニッポン放送ショウアップナイターマンデースペシャル 板東・アッコのプロ野球界芸能界横断ウルトラクイズ（2004年4月19日放送）
他にも板東英二司会の「プロ野球（スポーツ）界横断ウルトラクイズ」の放送あり。
- ニッポン放送開局記念日スペシャル 笑顔が一番!あなたと一緒に50年 - 2004年7月15日
- ニッポン放送 久米宏と1日まるごと有楽町放送局 - 2004年9月20日
- 笑福亭鶴光の噂の青春リクエスト（2005年10月、12月の聴取率調査週間時。関東ローカル）
- 上沼恵美子のニッポン放送初上陸!2005年言いたい放題（2005年12月18日放送）
- お気に召すまま! おしゃべり春一番!!（2006年2月の聴取率調査週間時。関東ローカル）
- 笑福亭鶴光と松本ひでおの歌シリーズ（2006年10月・12月の聴取率調査週間時。関東ローカル）
- ヤンピーススペシャル ティーンズコイバナ学園（2008年9月の聴取率調査週間時）
- ニッポン放送開局60周年記念 ラジオで聴いた「忘れられぬミュージック」 - 2014年7月15日
- ニッポン放送 HAPPY FM93 『開局特別番組〜ワイドFMはじめます!』 - 2015年12月7日[17]
- 明石家さんま オールニッポン お願い!リクエスト※2017年4月から聴取率調査週間時に編成
- ニッポン放送開局65周年記念特別番組〜あなたとRock&Go! - 2019年7月15日
- TOKYO SPORTS TODAY - 2021年7月20日 - 8月8日の2020年東京オリンピック期間中に放送
- ニッポン放送開局70周年特別番組『笑顔にナーレ!』 - 2024年7月15日

## 年末年始特別番組

### 年末年始年越し番組
- 1995年→1996年 ファイザー製薬 Presents '95ゆく年くる年 未来へのマーチ〜COM'ON! EVERY PARTY〜（DJ:福山雅治）
- 1996年→1997年 民放ラジオ合同特番（製作：東京放送）
- 1997年→1998年 民放ラジオ合同特番（製作：文化放送）
- 1998年→1999年 コカ・コーラPresents ナインティナインのくる年1999（DJ:ナインティナイン）
- 1999年→2000年 DJ：西川貴教（題名不明）
- 2000年→2001年 オールナイトニッポン SHIBUYA music tower（DJ:西川貴教・小島麻子）
- 2001年→2002年 東京コミュニケーション 日本・TM COUNTDOWN（DJ:西川貴教）
- 2002年→2003年 西川貴教のゆく年くる年in芝増上寺（DJ:西川貴教）
- 2003年→2004年 くりぃむしちゅーの知ってる?2004（DJ:くりぃむしちゅー）
- 2004年→2005年 西川貴教のイマジン2005!（DJ:西川貴教）
- 2005年→2006年 福山雅治のオールナイトニッポン 年越しスペシャル・魂のラジオ（DJ:福山雅治）
- 2006年→2007年 オールナイトニッポン40周年記念!ナインティナインのオールナイトニッポンずばっと年またぎ!!（DJ:ナインティナイン）
- 2007年→2008年 山里亮太とヒダカトオルのヤンピースカウントダウンスペシャル
- 2008年→2009年 宇宙GメンTAKUYA 銀河に吠えろ!あっ、はっぴーにゅー!ファYEAR!!!（DJ:TAKUYA）
- 2009年→2010年 吉田尚記のオールナイトニッポン feat.ミュ〜コミ+プラス
- 2010年→2011年 茂木健一郎と広瀬香美ラジオdeズバリ!年越しスペシャル～明るい未来へジャンプでピョン!～／AKB48のオールナイトニッポン／はるのオールナイトニッポンR
- 2011年→2012年 吉田尚記のオールナイトニッポン年越しスペシャル お年玉!初笑いデリバリー!　※元旦6:00まで
- 2012年→2013年 吉田尚記のオールナイトニッポン 2013年今旬なヤツらが大集合! お前の夢を叶えちゃうんだZ〜!
- 2013年→2014年 オールナイトニッポンGOLD お笑い年またぎスペシャル／吉田尚記のオールナイトニッポン 年初めからサブカル!?スペシャル
- 2014年→2015年 吉田尚記のオールナイトニッポンGOLD ゆくアイドル・くるアイドル、ガールズカウントダウン!／AKB48のオールナイトニッポン／チャラン・ポ・ランタンのオールナイトニッポン0 (ZERO)
- 2015年→2016年 遊べるラジオ!VVカウントダウンフェスティヴァルin下北沢!!／オールナイトニッポン 初笑いスペシャル
- 2016年→2017年 吉田尚記のオールナイトニッポン 年越しスペシャル／オールナイトニッポン 初笑いスペシャル（DJ:三四郎）
- 2017年→2018年 三四郎のオールナイトニッポン 年越し初笑いスペシャル
- 2018年→2019年 ももいろクローバーZ ゆく桃くる桃〜第2回 ももいろ歌合戦〜 年越しスペシャル[18][注 18]（～元旦1:00）／三四郎のオールナイトニッポン 2019年新春初笑いスペシャル
- 2019年→2020年 三四郎のオールナイトニッポン 年越し初笑いSP 2019→2020[19]
- 2020年→2021年 三四郎のオールナイトニッポン 年越し初笑いSP 2020→2021[20]※元旦4:30まで
- 2021年→2022年 三四郎のオールナイトニッポン 年越し初笑いSP 2021→2022
- 2022年→2023年 三四郎のオールナイトニッポン 年越し初笑いSP 2022→2023
- 2023年→2024年 ニッポン放送新春スペシャル 科学で辰年2024〜科学のラジオ4時間生放送〜（1月1日1:00 - 5:00。P:吉田尚記。ポッドキャストコンテンツ「科学のラジオ〜Radio Scientia〜」の地上波進出版）[注 19]

### 新春番組
かつては元日を中心に大型特別番組を午前中（主に5時から11時）に編成するのが恒例としており、初日の出の時間は主に若手アナウンサーが実況する。初日の出の時間を跨ぐ特番について、『初日の出放送局』と銘打つ年度も存在し、スポンサーのみスライド、内包番組については『心のともしび』以外休止。『お早うネットワーク』該当番組や『あさナビ』『いってらっしゃい』などはネット局のみ裏送り扱いとなる。一部時間帯を除き交通情報と天気予報は粗々、同時間帯に放送される。ここでは概ね12時頃迄放送される番組を列挙する。
2004年
- 5:00 - 8:30 森永卓郎の初日の出放送局2004年の10の予言（パーソナリティ：森永卓郎）
- 8:30 - 13:00 うえやなぎまさひこのサプライズ! 2004年元日に聴きたいニッポンの唄（パーソナリティ：上柳昌彦）

2005年
- 5:00 - 13:00 お正月からYOU LUCK! 梅田淳の新春突撃ラジオ（パーソナリティ：梅田淳）

2006年
- 5:00 - 9:00 初日の出!笑福亭鶴光の落語でおめでとう（パーソナリティ：笑福亭鶴光　アシスタント：増山さやか、寄席：鶴光、春風亭昇太、前説：立川志らら、女性アナウンサー大喜利：増山、田代優美、山本まゆ子、増田みのり、新保友映）

2007年
- 5:00 - 11:20 小倉淳の世界の国からおめでとう（パーソナリティ：小倉淳）
- 11:30 - 13:00 ビバリー昼ズニューイヤースペシャル 清水ミチコのミッチャン・インポッシブル新春増刊号（パーソナリティ：清水ミチコ　アシスタント：飯田浩司）

2008年
- 4:30 - 8:30 初日の出放送局 小倉淳の今年もGood Day!（パーソナリティ：小倉淳）
- 8:30 - 12:00 垣花正のあなたとハッピーニューイヤー（パーソナリティ：垣花正　アシスタント：徳武樹里）

2009年
- 5:00 - 11:30 初日の出放送局 小倉淳の今年もGood Day! 2009年はウっしっし!!（パーソナリティ：小倉淳　アシスタント：杉浦美帆）
- 11:30 - 13:00 新春特別編「80点コロッケ」もう1つのGood Story（パーソナリティ：上柳昌彦）

2010年
- 4:30 - 12:00 ニッポン放送新春スペシャル 飯田浩司の聴くとハッピーニューイヤー2010 〜世界の国からめでタイガー〜（パーソナリティ：飯田浩司　アシスタント：増田みのり）

2011年
- 5:00 - 10:50 徳光和夫の今年もとくモリ! 初日の出放送局（パーソナリティ：徳光和夫、アシスタント：石川みゆき、レポーター：福島和可菜、酒井瞳、五戸美樹、ゲスト：大道典嘉、クミコ）

2012年
- 6:00 - 11:00 三宅裕司 元旦!江戸っ子!生放送!（パーソナリティ：三宅裕司、アシスタント：江口ともみ）

2013年
- 5:00 - 11:30 2013年 東京スカイツリーからおめでとう! ニッポン放送 初日の出放送局（パーソナリティ：飯田浩司、リポーター：nico、房みどり、ゲスト：竹田恒泰、佐々木俊尚）

2014年
- 5:00 - 11:00 ニッポン放送新春スペシャル 松本ひでおのスポーツ万歳イヤー2014（パーソナリティ：松本秀夫　アシスタント：堀江ゆかり）
- 11:00 - 11:30 ニッポン放送新春スペシャル 二宮清純2014年日本のスポーツ大予測（パーソナリティ：二宮清純）
- 11:30 - 12:30 ラジオグラフィティ アナウンサーって面白い 山川静夫×高嶋ひでたけ特別対談

2015年
- 4:30 - 8:00 山口良一 今日もいきいきあさ活ニッポン 東京タワーで初日の出!（パーソナリティ：山口良一　ゲスト：チャラン・ポ・ランタン、マイペース、小島奈津子）
- 8:00 - 11:00 垣花正 あなたとハッピー!（パーソナリティ：垣花正、那須恵理子）
- 11:00 - 12:30 泉谷しげる がんばっど宮崎「水平線の花火と音楽」ライブスペシャル

2016年
- 5:00 - 8:00 AM1242もFM93も新年からハッピー!（パーソナリティ：垣花正 アシスタント：新行市佳）
- 8:00 - 9:00 内閣総理大臣安倍晋三×リーチ・マイケル 新春ドリームトーク あけましてニッポンおめでとう（番組進行：森田耕次）
- 9:00 - 14:00 ニッポン放送 NEW YEAR SPECIAL Tokyo Lifestyle navi（パーソナリティ：荘口彰久 アシスタント：東島衣里、ゲスト：高見沢俊彦（9時台）、西川瑞希（10時台）、はあちゅう（10時台）、植松晃士（11時台）、ゲッターズ飯田（12時台）、南里沙（13時台））

2017年
- 5:00 - 8:00 ニッポン放送新春オトパラ!スペシャル 開運!ニッポンの初日の出（パーソナリティ：松本秀夫、渡辺一宏）
- 8:00 - 11:30 ニッポン放送新春スペシャル 元日!サキドリゲッターズ〜2017年の話題をシェア!〜（パーソナリティ：ゲッターズ飯田、松嶋初音、飯田浩司）
- 11:30 - 12:00 安倍総理大臣・つんく♂新春対談!酉年にはばたく!（番組進行：森田耕次）

2018年
- 5:00 - 8:00 ニッポン放送新春スペシャル 飯田浩司のわんダフル初日の出 in 犬吠埼（パーソナリティ：飯田浩司、宮島咲良）
- 8:00 - 12:20 ニッポン放送新春スペシャル ふかわりょうと犬山イヌコの飛ばせ!元旦ロケット!（パーソナリティ：ふかわりょう、犬山イヌコ）

2019年
- 5:00 - 11:00 ニッポン放送新春スペシャル 春風亭一之輔と松本秀夫 初日の出おめでたいラジオ（パーソナリティ：春風亭一之輔、松本秀夫、新年おめで隊（リポーター）：林家なな子（1号）、春風亭一蔵（2号）、ゲスト：辻本好美（尺八奏者）※7時台、Baby Boo（ヴォーカルグループ）※8時台、hy4_4yh（ガールズ・ラップ・デュオ）※9時台、川相昌弘（ショウアップナイター解説者）※10時台）
- 11:00 - 12:00　安倍晋三・バイオリニスト五嶋龍 新春対談〜ニッポンが創る未来（司会：櫻井よしこ、番組進行：森田耕次）

2020年
- 5:00 - 8:00、9:00 - 10:25、10:54 - 12:00、13:00 - 14:30 ニッポン放送新春スペシャル スポーツイヤー START UP 2020（パーソナリティ：師岡正雄、新行市佳、リポーター、大泉健斗（オリンピック聖地巡礼中継隊）、小永井一歩（新春賑わい中継隊）、スタジオ受け、ニュース担当[注 20]：前島花音、ゲスト：前田健太[注 21]（6時台）、田中大貴[注 21]（9時台）、 潮田玲子（11時台）、田中将大[注 21]（13時台）、金子達仁（13時台））
- 8:00 - 9:00 安倍晋三×岡田准一×村上茉愛 新春対談〜2020 かがやくニッポン!（番組進行：森田耕次）
- 10:25 - 10:54 シッティングバレーボールがくれた勇気（田澤隼、新行市佳）
- 12:00 - 13:00 開局65周年記念 スポーツスペシャル〜エール 2020年の自分へ〜（高橋尚子×王貞治、倉橋香衣、番組進行：東島衣里）

2021年の元旦については初日の出特番を編成せずに『上柳昌彦 あさぼらけ』『飯田浩司のOK! Cozy up!』『春風亭一之輔 あなたとハッピー!』の3番組を通常通り編成する方針に変わり廃止となった。
2022年以降も原則として流れを踏襲し、2022年は『徳光和夫 とくモリ!歌謡サタデー』『八木亜希子 LOVE&MELODY』を時間短縮を伴う形ではあるが編成、2023年は『ひろたみゆ紀のサンデー早起き有楽町』『イルカのミュージックハーモニー』を通常通り編成した。
その為、この年以降は概ね12時頃迄でレギュラー番組を編成している時間に番組休止して編成された特番のみ記す。
2021年
- 11:00 - 12:00 藤井聡太 芝野虎丸 新春対談〜令和の勝負師語る〜（進行：美村里江）※『あなたとハッピー!』30分短縮
- 12:00 - 13:00 新春スペシャル ドクターコパの開運ラジオ2021（パーソナリティ：ドクターコパ、アシスタント：熊谷実帆、ゲスト：辺見廣明（株式会社ファブリック代表取締役、青島幸男東京都知事元特別秘書）、東亜樹（歌手）、戸塚圭介（音楽健康協会代表理事）、竹花則幸（第一興商取締役兼上席執行役員））

2022年
- 7:10 - 7:40 二宮清純 2022年日本のスポーツ大予測（パーソナリティ：二宮清純）※『とくモリ!』30分短縮
- 10:00 - 10:50 岸田総理大臣・谷原章介 新春対談（パーソナリティ：岸田文雄、谷原章介）※『LOVE&MELODY』50分短縮

2023年
- 9:00 - 10:00 欽ちゃんとオードリー若林のあけましてキンワカ60分!（パーソナリティ：若林正恭（オードリー）、萩本欽一）
- 10:00 - 11:00 岸田総理大臣・磯田道史 新春対談（パーソナリティ：岸田文雄、磯田道史）
- 11:00 - 12:00 一都三県知事に聞く!自治防災のいま2023（パーソナリティ：森田耕次、出演：小池百合子（東京都知事）、黒岩祐治（神奈川県知事）、大野元裕（埼玉県知事）、熊谷俊人（千葉県知事））

2024年の元旦については、実質の初日の出特番の再開となり、『上柳昌彦 あさぼらけ』の拡大版がそれにあたることとなった。スポンサーのスライドは2020年以前同様だが、内包番組については『心のともしび』『あさナビ』『いってらっしゃい』を通常通り放送。『お早うネットワーク』該当番組はネット局のみ裏送り扱いとなる。一部時間帯を除き交通情報と天気予報は粗々、同時間帯に放送される。ここでは概ね12時頃迄放送される番組を列挙する。
2024年
- 5:00 - 8:00 上柳昌彦 内田雄基 あさぼらけ新春スペシャル お正月の居場所は心（ここ）にある（パーソナリティ：上柳昌彦、内田雄基）[注 25]

## 今まで放送した過去の番組

### 平日
平日明け方
- 村上正行ショウ 早起きもいちど劇場／さわやかモーニング（1974年10月1日 - 1976年3月22日、5:00 - 7:00）
- ひやま信彦の早起きもいちど劇場（1976年3月29日 - 1978年3月31日、5:00 - 6:00）
- ひやま信彦の早起きお楽しみ劇場（1978年4月3日 - 1981年4月3日、5:00 - 6:00）
- ひやま信彦の早起きお楽しみワイド昔はよかった（1981年4月6日 - 1982年10月1日、5:00 - 6:00）
- お早ようひがのぼるです（1984年4月9日 - 1986年4月4日、5:00 - 7:00）
- 朝からたいへん!つかちゃんでーす（1986年4月7日 - 1993年4月30日、5:00 - 7:00 → 5:00 - 6:30）
- 早起き一番!山本元気がんばりま〜す!!（1993年5月3日 - 1996年3月29日、5:00 - 6:30）
- いまに哲夫のジョイフルモーニングニッポン（1996年4月1日 - 2000年12月29日、5:00 - 6:30 → 4:30 - 6:00 → 5:00 - 6:00）
- ミュージック・イン・ハイフォニック（2000年4月3日 - 2001年3月30日、4:30 - 5:00）
- トキちゃんの今日もいい朝!はじまるよ!!（2001年1月1日 - 2002年3月22日、5:00 - 6:00）
- トキちゃんの今日もいい朝!（2001年4月2日 - 2002年3月22日、4:30 - 6:00）
- 桜庭亮平 朝刊フジ（2002年3月25日 - 2004年8月27日、4:30 - 6:00 → 5:00 - 6:00）
- 塚越孝 朝刊フジ（2004年8月30日 - 2005年3月25日、5:00 - 6:00）
- 小倉淳の早起きGoodDay!（2007年10月1日 - 2010年6月24日、4:30 - 6:00）
- 山口良一 今日もいきいきあさ活ニッポン（2014年9月29日 - 2016年3月25日、月 5:00 - 6:00、火 - 金 4:30 - 6:00）

平日朝
- お早よう6時です（1971年3月1日 - 1972年4月7日、6:00 - 7:00、パーソナリティ:森菊蔵）
- 村上正行のお早よう6時です（ - 1978年3月31日まで、1980年5月26日 - 1980年8月29日、6:00 - 7:00）
- コロムビア・トップのお早よう6時です（1978年4月3日 - 1980年5月23日、6:00 - 7:00）
- 丸さんのお早よう6時です（1980年9月1日 - 1982年4月2日、6:00 - 7:00）
- 高山栄ショウ（1972年4月10日 - 1973年9月28日、8:00 - 9:00）
- トゥデイ（1966年4月 - ）
- 空からおはよう（ - 1972年3月、7:30 - 9:00）
- 山谷親平ショウ（1972年4月10日 - 1973年9月28日、7:00 - 8:00）
- 山谷親平のお早ようニッポン（1973年10月1日 - 1985年4月5日、7:00 - 9:00 → 7:00 - 8:00）
- 朝はおまかせアンコーです!（1974年9月2日 - 1981年4月3日、8:00 - 9:45 → 8:00 - 10:00→8:00 - 9:00）
- お早ようアンコー何かいいことありそうな（1982年4月5日 - 1984年4月6日、6:00 - 7:00 → 5:00 - 7:00）
- 高島ひでたけの今日も快調!朝8時（1981年4月6日 - 1985年4月5日、8:00 - 9:00）
- 高嶋ひでたけのお早よう!中年探偵団（1985年4月8日 - 2004年3月19日、7:00 - 9:00 → 6:30 - 9:00 → 6:00 - 8:30）
- 森永卓郎の朝はモリタク!もりだくSUN（2004年3月22日 - 2005年3月25日、6:00 - 8:30）
- 森永卓郎 朝はニッポン一番ノリ!（2005年3月28日 - 2006年3月31日、5:00 - 8:30）
- 森永卓郎と垣花正の朝はニッポン一番ノリ!（2006年4月3日 - 2007年9月28日、5:00 - 8:30）
- 上柳昌彦のお早うGoodDay!（2007年10月1日 - 2010年6月25日、6:00 - 8:30）
- 高嶋ひでたけのあさラジ!（2010年6月28日 - 2018年3月30日、5:00 - 8:00 → 6:00 - 8:00）

平日昼前
- 9時の電話ショウ
- 梶幹雄ショウ
- 9時です! ムラさんです（9:00 - 11:00）
- 告白（9:00 - 9:30）
- ワイワイワイフ（9:30 - 9:45）
- 奥様リクエストスタジオ（10:00 - 11:00）
- あおぞらワイド（1975年3月10日 - 1978年3月31日、10:15 - 13:00 → 10:00 - 13:00 → 10:00 - 12:00）
- 玉置宏の笑顔でこんにちは!（1978年4月3日 - 1996年3月29日、9:00 - 12:00 → 9:00 - 11:30）
- 加トちゃんのラジオでチャッ!チャッ!チャッ!（1996年4月1日 - 1998年3月27日、9:00 - 11:30）
- 邦ちゃんサクちゃんのワンダフルりくえすと ヤマダ・マイ・ハウス（1998年3月30日 - 2001年3月30日、8:30 - 11:00）
- 山田邦子ワンダフルモーニング（2001年4月2日 - 2002年9月27日、8:30 - 11:00）
- うえやなぎまさひこのサプライズ!（2002年9月30日 - 2007年9月28日、8:30 - 11:00）
  - 中島みゆき ほのぼのしちゃうのね（2003年1月6日 - 2004年10月8日）
- 情報スカイだいば（1998年3月30日 - 2004年9月3日、11:20 - 11:30）
- ハロー埼玉
- 西友アワークイズ大行進（11:25 - 12:10）

平日昼過ぎ
- お昼の村上正行ショウ
- 昼休み歌謡作戦（12:15 - 12:50）
- お笑い昼休み（ - 1975年3月7日、12:15 - 12:55）
- 梶みきおの昼休み天国（1977年10月3日 - 1987年4月3日、12:00 - 13:00）
- 圓蔵のお昼だヨイショ! → 圓蔵・まみのお昼だヨイショ!（1987年4月6日 - 1989年4月7日、12:00 - 13:00）
- 今仁哲夫ショウ
- トップ・ライトショウ
- 西銀座で歌謡曲（13:00 - 15:00）
- どんとこい! 歌謡曲ニッポン（13:00 - 15:00）
- はかま満緒のいきいき生放送（1974年4月8日 - 、13:00 - 15:30）
- アタック! ふれあい最前線（1975年10月 - 1976年8月27日、13:00 - 16:00）
- いまに哲夫の歌謡パレードニッポン（1976年8月30日 - 1993年4月30日、13:00 - 16:00）
- つかちゃんの今日も快調!ほがらか大放送（1993年5月10日 - 1995年4月7日、13:00 - 16:00）
  - おひるはバッカ〜ン!（1995年4月10日 - 1996年3月29日、13:00 - 16:00）
  - つかちゃんのりこのGO!GO!ヒットパラダイス（1996年4月1日 - 1997年5月23日、13:00 - 16:00）
- のってけテリー!渚の青春花吹雪（1997年5月26日 - 1998年3月27日、13:00 - 16:00）
  - テリーとうえちゃんのってけラジオ（1998年3月30日 - 2002年9月27日、13:00 - 16:00）
  - テリー伊藤のってけラジオ（2002年9月30日 - 2008年3月28日、13:00 - 15:30）
    - テリーとたい平のってけラジオ（2008年3月31日 - 2010年6月25日、13:00 - 15:30）
- 上柳昌彦 ごごばん!（2010年6月28日 - 2015年3月27日、13:00 - 17:40 → 13:00 - 16:00）
- 大谷ノブ彦 キキマス!（2014年3月31日 - 2016年3月24日、月 - 木 13:00 - 16:00）
- 土屋礼央 レオなるど（2016年3月28日 - 2019年3月28日、月 - 木 13:00 - 16:00）
- DAYS（2019年4月3日 - 2020年9月2日）

平日夕方
- 軽音楽パレード（15:00 - 16:00）
- 歌謡セスナ作戦（15:05 - 16:00）
- トップ・ライトとその一味（15:00 - 16:00）
- 円鏡の歌謡曲ドンドン（1968年9月2日 - 1973年4月6日、15:30 - 16:00 → 16:00 - 16:30）
- 橘家圓蔵のハッピーカムカム（1974年4月8日 - 1987年4月3日、15:30 - 17:00 → 15:30 - 16:45 → 16:00 - 16:45 → 16:00 - 17:00）
- 鶴光の噂のゴールデンアワー（1987年4月6日 - 2003年3月28日、16:00 - 17:40 → 15:30 - 17:30）
- 垣花正のニュースわかんない!?（2003年3月31日 - 2004年3月26日、15:30 - 17:30 → 15:30 - 18:00）
- 笑顔満開!ひでたけ・のりこの大吉ラジオ（2004年3月29日 - 2005年10月28日、15:30 - 17:30 → 15:30 - 18:00 → 15:30 - 17:30）
- 笑顔満開!ひでたけ・よしこの大吉ラジオ（2005年10月31日 - 2006年3月31日、15:30 - 17:30）
- 高嶋ひでたけの特ダネラジオ 夕焼けホットライン（2006年4月3日 - 2010年6月25日、15:30 - 17:30 → 15:30 - 17:25 → 15:30 - 17:40）
- ザ・ボイス そこまで言うか!（2012年1月9日 - 2018年3月29日、月 - 木 16:00 - 17:40 → 16:00 - 17:30）
- 草野満代 夕暮れWONDER4（2018年4月2日 - 2020年7月2日、月 - 木 16:00 - 18:00）
- 夕空晴れて!ひがのぼるです（1977年10月3日 - 1984年4月6日、17:10 - 18:00 → 17:00 - 18:00 → 17:00 - 17:50 → 17:00 - 18:00）
- はたえ金次郎の夕焼け一丁目（1984年4月9日 - 1987年4月3日、17:00 - 18:00）
- 藤村俊二の歌謡一直線（16:30 - 16:40）
- 円鏡のモシモシ歌謡曲（1970年10月1日 - 1973年4月6日、16:40 - 17:20）
- 歌謡パレード（16:00 - 16:30）
- 月の家円鏡ショウ（1973年4月9日 - 1974年4月5日、16:00 - 17:20）
- 日本縦断 歌謡プレゼント（16:40 - 17:30）

平日その他
- 健康ワンポイント
- 爆笑! 早起きお台場劇場

平日夜（ナイターオフ）
- 歌謡曲だよ!全員集合!（1971年、18:30 - 20:50）
- ゼロの世界（1974年）
- 美女対談
- NISSANナマ生ステーション（1979年10月 - 1990年3月）
- ビバ・ツアー 飛んでけ乗ってけ歌謡曲（1972年10月9日 - 、19:00 - ）
- 夕暮れダウンタウン（1975年10月 - 1976年3月、19:00 - 20:00）
- 必勝ホームランワイド 有楽町で逢いましょう（1977年10月 - 1978年3月、18:00 - 20:00）
- 花の五大スター チャンピオン大放送（1978年10月 - 1979年3月、18:00 - 20:00）
- ハッピーバラエティ ほかほか大放送（1977年10月 - 1978年3月、18:00 - 20:00）
- だんとつタモリ おもしろ大放送!（1980年10月6日 - ）
- 極楽ワイド鶴ちゃんでーす!（1984年10月8日 - 1988年3月27日）
- 巨匠・高田文夫のラジオで行こう!（1987年10月12日 - 1989年3月30日、月 - 木 18:00 - 20:30）
- 安部譲二の／和田勉の堂々! 天下御免（1990年10月 - 1991年3月、18:00 - 19:00）
- 吉幾三 今夜も行くぞ! 60分（1991年 - 1992年、18:00 - 19:00）
- 田代まさしの60分ニッポン勝負!（1993年10月 - 1994年3月、18:00 - 19:00）
- 加トちゃんのビバノンラジオ全員集合（1994年10月3日 - 1996年3月29日、18:00 - 19:00）
- 飯田浩司の「声だしていこー。」（2010年10月4日 - 2011年4月1日、17:40 - 19:00）
- 松本ひでお 情報発見 ココだけ（2011年10月3日 - 2012年3月29日、17:40 - 20:00・2012年10月1日 - 2013年3月28日、18:00 - 20:00）
- 〜今日も一日〜 Good Job ニッポン（2013年9月30日 - 2014年3月28日、18:00 - 20:50）
- 今夜もオトパラ!（2014年 - 2017年）
- ザ・フォーカス（2019年9月30日 - 2020年6月4日、18:00 - 20:20）
- ラジオ特選街（1975年10月 - 1976年3月、19:00 - 20:00）
- 腹よじれAGOHAZUSHI連盟（1989年10月9日 - 1990年3月30日、19:00 - 22:00）
- そのまんま東のぐらぐらグラッチェ（1990年10月 - 1991年3月、19:00 - 21:00）
- 峰竜太のナンデモアルキメデス（1991年度・1992年度）
- 情報（生）モリ! 羽川英樹のトップスターベスト100（1993年10月 - 1994年3月）
- ヨッ!お疲れさんシリーズ（ナイターオフ番組）
  - 上柳昌彦の花の係長 ヨッ!お疲れさん
  - うえちゃんのホッとラジオ ヨッ!お疲れさん（1996年12月までは、『上ちゃんのホッとラジオ ヨッ!お疲れさん』として放送）
  - うえちゃんのおっかけラジオ ヨッ!お疲れさん
  - 松本ひでおのヨッ!お疲れさん
  - 松本ひでおと石川みゆきのヨッ!お疲れさん
- オールナイトニッポンDX（1997年10月6日 - 1998年3月27日、19:00 - 21:00）
- 大瀧詠一プロデュース SHOWAベストヒットコレクション（1998年10月5日 - 1999年3月、19:30 - 20:50）
- マジカルミュージックツアー Countdown2000（1999年10月5日 - 2000年3月、19:30 - 21:00）
- Super Music Stadium（2000年10月2日 - 2001年3月23日、19:00 - 21:00）
- ショウアップナイターニュース（2002年10月7日 - 2003年3月27日、17:30 - 20:50）
- ショウアップナイターストライク!（2003年10月 - 2004年3月、18:00 - 20:50。2004年10月 - 2005年3月、18:00 - 20:20）
- 松本ひでおのショウアップナイターストライク!（2005年10月3日 - 2006年3月30日、17:30 - 20:00）
- 松本ひでおのショウアップナイターネクスト（2006年10月2日 - 2007年3月29日、17:30 - 20:00。2007年10月1日 - 2008年3月27日、17:30 - 20:00）
- 松本ひでおのショウアップナイターGO!GO!（2008年9月29日・2009年3月27日、17:30 - 20:30）
- ショウアップナイターバッテリー（2009年10月5日 - 2010年4月2日、17:30 - 20:50）
- 広瀬香美 ラジオdeフォロ〜ミ〜（2010年10月4日 - 2011年4月1日、19:00 - 20:00）
- ねらえ!サウンドライフ（1976年10月 - 1977年3月、19:30 - 20:30）
- 激突!サウンド・フィーバー（1977年10月 - 1978年3月、20:00 - 21:00）
- 独占!サウンドヒーロー（1979年10月 - 1980年3月、20:00 - 21:00）
- ザ・リクエストパレード（1980年10月 - 1981年3月、20:00 - 21:00）
  - 長渕剛のひたすら60分（月曜）
  - 田原俊彦 8時のでいと（火曜）
  - 桑田佳祐のゼロックス・ポッピン・ポップス（水曜）
  - 真子と裕のハッスルペアマッチ（木曜）
  - 郁恵と明のはなきんパーティー（金曜）
- アイドルスタースペシャル（1981年10月 - 1982年3月、20:00 - 21:00）
- オジンはバッテン!まるごとヤングミュージック（1982年10月 - 1983年3月、20:00 - 20:55）
  - 武田久美子・水島裕の愛して!ウィウィ（月曜）
  - 山下久美子 ムネキュンパラダイス（火曜）
  - 松本伊代・チャゲ&飛鳥 あなたにお手あげ（水曜）
  - シャネルズ・堀ちえみ 月影のナポリタン思わずブッ!（木曜）
  - 嶋大輔・伊藤さやか ヨ・ロ・シ・ク最高!（金曜）
- まるのみヤングバーガー（1983年10月 - 1984年3月、20:00 - 20:30）
- もてもてスクランブルBEGIN the OJIN（1983年10月10日 - 1984年3月30日、20:30 - 22:00）
- 大杉・アッコのホームラン歌謡曲（1984年10月 - 1985年3月）
- KISS KISS シンドローム（1984年10月8日 - 1985年4月5日、20:30 - 21:00）
  - 岡田有希子 ちょっとおあずけ（月曜 → 日曜 21:30）
  - 渡辺典子・高柳良一 誰かが誰かに恋してる（火曜）
  - 高見知佳のぶったま白書（水曜）
  - 幸司君のスタンバイOK!（木曜）
  - 石川秀美 みんとくらぶ（金曜）
- 鶴光の代打逆転サヨナラ満塁ホームラン 花とおじさん（1985年10月7日 - 1986年4月4日、20:00 - 20:30）
- 島田紳助のおっと危ない!東京ばくだん小僧（1985年10月 - 1986年4月、20:30 - 21:00）
- アイドル夢工場（1986年10月 - 1987年3月、20:30 - 21:00）
  - 新田恵利 みんなわがまま
  - 高井麻巳子 ほほえみメッセージ（1987年4月からは日曜21:30へ枠移動）
  - 福永恵規 ハートのIgnition
  - 吉沢秋絵 ちょっぴりハプニング
- 俺が木村一八だ → 一八と弘志クン → 木村一八のギリギリtwist and shut（1985年10月7日 - 1987年10月9日）
- とんがりスタジオ まかせて!青春（月 - 木曜は高田純次の〜、金曜はチョンマゲ娘の〜）（1987年10月12日 - 1988年4月1日、20:00 - 21:00）
- 光のスターライトキッス
- ラジオガルーダばりばりマッシュルーム（1988年10月10日 - 1989年4月7日、20:00 - 22:00）
- そこまでいうか! 熱血!正義の60分（1992年10月1日 - 1993年4月2日、20:00 - 21:00）
- ポップス・ワイド・ワイド（1971年、20:50 - 22:00）
- トーキング・ブレイク ザ・BUNDANバー（1998年10月5日 - 1999年3月、20:50 - 21:00）
- ラジオショック! うわさのTOP40（1984年10月 - 1985年3月、21:00 - 22:00）
- 小倉久寛のオグラでオグラだ!（1986年10月13日 - 1987年4月3日。1987年10月12日 - 1988年4月1日、月 - 木 21:00 - 22:00）
- 爆笑問題のオモスルドロイカ帝国（1990年4月9日 - 1991年4月4日、月 - 木 21:00 - 21:50）
- ラジオアミーゴ!羽野晶紀のいっしょうけんめいカタルーニャ（1991年10月7日 - 1992年4月3日、21:00 - 21:50）
- 中西圭三のミュージック・ショックウェーブ（1993年10月 - 1994年3月、21:00 - 22:00）
- 放送コードレス!山本シュウの激突!テレファイト!!（1994年10月 - 1995年3月、21:00 - 21:50）
- ラジオ7丁目劇場 お笑い虎の穴サバイバル（1995年10月 - 1996年3月、21:00 - 21:50）
- 女子高生サイコー!?裁判SHOW!!（1995年10月 - 1996年3月。1996年10月 - 1997年3月、21:00 - 21:50）
- ジャニーズJr. アフタースクール 恋の青春花吹雪（1997年10月 - 1998年3月、21:00 - 21:45）
- LF+R サウンドコレクション（1999年10月 - 2000年3月、月 - 木 21:00 - 21:20、金 21:00 - 21:50）
- 秋元康 自分の時間（2001年10月 - 2002年3月、21:00 - 21:30）
- 石橋貴明のレディオイシバシーノ（仮）→石橋貴明のレディオイシバシーノ2（仮）（2001年10月7日 - 2002年3月24日、2002年10月11日 - 2003年3月21日）
- 東京キャラクターショーRADIO（2002年10月7日 - 、21:00 - 21:30）
- 目からウロコ!21（2003年9月29日 - 2004年3月25日、21:00 - 21:50）
- HOT'n HOT もうすぐお気に入りに追加!（2004年9月27日 - 2005年3月24日、21:00 - 22:00）
- 熱血!!ラジカルチャー（2005年10月3日 - 2006年3月、21:00 - 22:00）
- THE 放送サッカーズ（2006年10月2日 - 2007年3月29日、21:00 - 22:00）
- メダマ!?ラジオ（2007年10月2日 - 2008年3月21日、21:00 - 21:57）
- 鶴光 セブンミニッツ（2008年9月29日 - 2009年4月3日）
- 開局!フジテレビラジオ（2010年10月 - 2011年3月、21:00 - 21:50）
- マイ プレイリスト Love for Japan 〜kizashi〜（2011年10月 - 2012年3月、21:00 - 21:50）
- AGES 〜エイジス〜（2012年10月 - 2013年3月、21:00 - 21:50）
- 山田邦子の今夜もおつかれ!（2003年9月29日 - 2004年3月26日）
- 京都おしゃべり茶屋（2005年10月7日 - 2006年3月24日）
- 黒沢年雄の元気でGo!Go!

平日夜その他
- 歌謡曲だよ全員集合
  - 談志・円鏡 歌謡合戦
- ハナ肇の歌謡道中
- 吉村明宏のどびゅーん
- 泉谷しげる道場（1989年5月1日 - 1989年8月28日、月 18:10 - 20:00）
- B21スペシャルのおいしいラジオももかぼちゃ（1989年4月 - 1989年9月）
- ばんばひろふみのオトナはなんでも知っている!（1990年10月 - 1991年3月）
- そのまんま東のグラッチェ電リク（1991年5月20日 - 9月）
- 前川くん山本くんのとりあえず1杯
- おすぎのいいすぎ!?（2002年10月7日 - 2004年3月26日）
- マンデーハートフルステーション
- 池山隆寛のブンブンスタジアム
- 笑福亭鶴光 笑う門には
- フジテレビ20ミニッツ（2005年10月3日 - 2006年3月27日）
- 橋本ひろしの人気者を探せ!
- ドランクドラゴンのドラゴンタイム（2005年10月6日 - 2007年3月26日、パーソナリティ:ドランクドラゴン）
- 田崎真也のワインはV（2006年10月3日 - 2007年3月27日）
- 中村征夫の世界の国から（2006年10月4日 - 2007年3月28日）
- BBMCミュージックファン ライス兄弟のチェリーGO!ラウンド（2006年10月5日 - 2007年3月29日）
- NISSAN シネマ・メゾン（2007年4月2日 - 9月24日）
- 青木宣親 ドリームファクトリー
- ナオト・インティライミ歌います!
- はるな愛のよろしく! グラビアンナイト☆
- LM.C キテる☆AWARD!!
- 椎名誠的ラジオ地球の歩き方
- ラッキーセブンミニッツ 〜ごのへの語〜
- ガチャピン・ムックのパジャマDEナイト（2008年9月29日 - 2010年3月29日）
- 古田敦也 ラジオもやってます（2008年4月1日 - 2010年3月24日）
- 横浜市長・中田宏のDREAM RUNNER → 中田宏のDREAM RUNNER
- ドットコムマネー塾（2004年4月 - 2010年9月27日）
- 勝谷誠彦のこれがニュースだ!（2011年4月4日 - 2011年9月26日）
- 森田健作の我らニッポン人（2006年4月8日 - 2008年12月26日、2009年5月1日 - 2011年9月26日）
- 弘兼憲史 大人の扉
- K-POPナイト HOT Korea!
- ジェロのいい歌山もり（2009年4月12日 - 2011年10月2日）
- 松井秀喜 新たなる頂点へ
- ワンダフル・ニッポン
- スポーツドリーム（1996年4月 - 2013年3月28日）
- 高橋克実なんだもの!（2010年10月9日 - 2012年3月28日）
- 夢はハリウッド! KU・RO・HU・NEプロジェクト
- 元気です! 吉田拓郎（2010年10月 - 2012年3月）
- 週刊わくわくエクストリーム
- バンドリ!ポッピンラジオ!（2019年9月30日 - 12月30日）
- ARGONAVIS ナビゲーターラジオ（2020年10月12日 - 2022年3月28日）
- 月曜のガチャガチャした話し。（2022年4月4日 - 2023年3月27日、月 20:00 - 20:30）
- KIKUMASAMUNE SAKENOVA（2022年9月29日 - 2023年3月23日 - 、21:30 - 21:50）
- BIG YELL（2022年9月29日 - 2023年3月29日 - 、21:20 - 21:30）
- ランダムZOCちゃん→ランダムZOCちゃん ver.M（2021年10月29日 - 2023年3月23日 - 、21:30 - 21:50）
- Little Black Dress 黒いワンピース（2021年10月26日 - 2023年3月25日、21:00 - 21:20）
- いぎなり東北産・橘花怜のスタプラアイドルラジオ（2022年10月1日 - 2023年3月26日、21:20 - 21:30）
- BanG Dream! presents Dreamer's Tunes
- キン肉マン 超人ラジオ
- スポーツ伝説

平日夜（22:00 - 0:00）
- 歌えタイガース
- フレッシュイン東芝 ヤング・ヤング・ヤング（1961年11月1日 - 1973年9月28日、23:10 - 23:30 → 22:30 - 22:50）
- マイマイカンパニー（23:10 - 23:30）
- 青春ど真ん中（1974年 - 1975年3月31日、22:30 - 22:50）
- ヤングスキャット（1975年4月 - 1976年3月、22:50 - 23:00）
- 夜のドラマハウス（1976年10月4日 - 1983年4月29日、22:50 - 23:00）
- 立木義浩のうまく行くかナ（23:25 - 23:35）
- フォーク・ビレッジ（1966年8月1日 - 1982年4月2日、23:30 - 23:45 → 23:20 - 23:35 → 23:00 - 23:15）
- 泉谷しげるのびっくり箱!（23:35 - 23:45）
- 沢田研二 愛をもとめて（1973年 - 1975年、23:35 - 23:45）
- ザ・パンチ・パンチ・パンチ（1967年1月1日 - 1982年12月30日、23:40 - 23:55）
- 日立ミュージック・イン・ハイフォニック → HITACHI MUSIC IN（1964年5月21日 - 1986年4月4日、22:00 - 22:30 → 0:00 - 0:30）
- 大入りダイヤルまだ宵の口（1975年4月7日 - 1981年10月30日、21:00 - 24:00）
  - 欽ちゃんのドンといってみよう! （1972年 - 1979年）
- くるくるダイヤル ザ・ゴリラ（1981年11月2日 - 1983年4月29日、22:00 - 1:00）
- ヤングパラダイス（1983年5月2日 - 1990年3月28日、月 - 木 22:00 - 24:00、この番組以降、月 - 木曜の放送）
  - 田原俊彦・君とSHOWERING NIGHT SHE-SAYS-DO!
  - 慎吾と大輔 → 慎吾と健二 → 慎吾と雄基 → 雄基とナオト → 隆治と一輝 → 一輝と良明 → CHA-CHA → BAKU どんまいフレンド
  - おねがい!チェッカーズ
  - おニャン子のアブない夜だよ
  - おちゃめな夜だよいたずらレモン
  - 仲村トオル 待たせてゴメン
  - 大槻ケンヂのセニョール!セニョリータ!
- 内海ゆたおの夜はドッカーン!（1990年4月2日 - 1991年2月28日、月 - 木 22:00 - 1:00）
  - ブッタマほっとステーション
  - CoCo恋は大騒ぎ→ピンクワンダーランドCoCo一番!（1990年4月2日 - 1994年9月29日）
  - GO-BANG'Sの今夜はOK!（1990年4月2日 - 1991年2月28日）
- 伊集院光のOh!デカナイト（1991年3月1日 - 1995年4月27日、22:00 - 1:00、金曜は1994年3月まで伊集院光のOh!デカナイト フライデースペシャルとして放送）
  - ウッチャンナンチャンのラジオな奴ら
  - デーモン・オーケンのラジオ巌流島（1992年7月6日 - 1995年3月31日）
  - 瀬戸朝香 せーとー派宣言
- キャイ〜ン天野ひろゆきのMEGAうま!ラジオバーガー（1995年5月1日 - 1995年11月2日、月 - 木 22:00 - 24:00）
- 井手功二のゲルゲットショッキングセンター（1995年11月6日 - 1999年3月25日、月 - 木 22:00 - 1:00）
  - 秋葉原ヤング電気館
  - 全国出店 篠原ともえ寿司
- allnightnippon SUPER!（1999年3月29日 - 2003年3月28日、この番組は月曜 - 金曜 22:00 - 0:00放送、金曜はSUPER FRIDAY!として）
- オールナイトニッポンいいネ!（2003年3月31日 - 2004年3月25日、月 - 木 22:00 - 24:00、放送日は月曜 - 木曜に戻った）
- HOT'n HOT お気に入りに追加!（2004年3月29日 - 2005年3月25日、22:00 - 24:00、正式には1242.com内の番組となるが、公式サイトは@llnightnippon.comとなる。放送日が月 - 金曜に戻った）
- ニッポン全国ラジベガスシリーズ（2005年3月 - 2006年9月、22:00 - 24:00）
  - デーモン小暮 ニッポン全国 ラジベガス（2005年3月28日 - 9月30日、22:00 - 24:00）
  - 東貴博 ニッポン全国 ラジベガス（2005年10月3日 - 2006年9月29日、22:00 - 24:00）
- 東貴博のヤンピース（2006年10月2日 - 2008年8月28日、22:00 - 24:00）
- 銀河に吠えろ!宇宙GメンTAKUYA（2008年9月8日 - 2009年11月27日、22:00 - 24:00）
- KAT-TUN スタイル
- AKBラジオドラマ劇場（2011年10月3日 - 2013年9月26日、月 - 木 23:50 - 24:00）

平日深夜
- 24時のハマクラ（0:00 - 0:10）
- あおい君と佐藤クン（1972年4月3日 - 1980年12月30日、0:00 - 0:10）
- 桑田君と関口クン（1981年1月 - 1981年9月、0:00 - 0:10）
- 長渕クンと藤岡くん（1981年10月 - 1982年9月、0:00 - 0:10）
- 長渕クンと世良くん（1982年10月 - 1983年4月、0:00 - 0:10）
- スマッシュ・ビート（0:10 - 0:20）
- かぜ耕士 → 北炭生のたむたむたいむ（1973年4月17日 - 1979年6月29日、0:10 - 0:30）
- 和彦・ミカの短すぎる夜（0:20 - 0:30）
- ミュージック・デイリー（0:20 - 0:30）
- 陳平・花の予備校（0:30 - 0:45）
- この歌バツグン（0:40 - 0:50）
- ミュージック天国（0:50 - 1:00）
- 青春ホットライン（1969年11月17日 - 1971年6月5日、0:45 - 1:00）
- 武田久美子 パイオニア・サウンド・ハイスクール（1983年5月2日 - 1984年3月30日、0:30 - 0:40）
- 堀ちえみ パイオニア・どきどきダイアリー（1984年4月2日 - 1985年4月?日、0:30 - 0:40）
- 由貴とキッチュの夜にもふかしぎ（1985年4月8日 - 1986年4月4日、月 - 木 0:30 - 0:40）
- もお!たいへんとんねるず（0:30 - 0:40）
- 後藤久美子 気まぐれファンタジア（1987年4月6日 - 1987年10月1日、月 - 木 0:30 - 0:40）
- コッキーポップ（1971年6月7日 - 1986年10月31日、0:45 - 1:00 → 0:30 - 1:00 → 0:40 - 1:00）
- HITACHI FAN! FUN! TODAY（1986年4月7日 - 1990年3月29日、月 - 木 0:00 - 0:30）
- ぽっぷん王国（1986年11月3日 - 1990年3月30日、0:40 - 1:00）
- ぽっぷん王国ミュージックスタジアム（1990年4月 - 2000年、0:40 - 1:00）
- LF+RフライングNIGHT!（1999年10月4日 - 2002年3月28日、月 - 木 0:00 - 1:00）
- グローバーのウラナイ!（2002年4月1日 - 2003年3月27日、月 - 木 0:00 - 1:00）
- 知ってる?24時。（2003年3月31日 - 2006年3月30日、月 - 木 0:00 - 0:57）
- ミューコミ（2006年3月31日 - 2009年3月26日、月 - 木 0:00 - 0:57）
- 宇宙GメンEX（2009年3月20日 - 2009年12月30日、月 - 木 0:00 - 0:57）
- ミュ〜コミ+プラス（2010年1月5日 - 2021年3月26日）
- Lantis Presents 熊田茜音 アカネノ音（2020年3月31日 - 2021年10月1日、0:53 - 0:58）
- 内山理名 恋のカタチ。（2002年4月1日 - 2003年3月、0:55 - 1:00）
- ニッポン放送ミュージッククリップ（2003年3月31日 - 2011年3月31日）
- オールナイトジョッキー（1959年10月10日 - 、2:00 - 4:00）
- 百田夏菜子とラジオドラマのせかい（2020年9月 - 2023年3月31日、24:53 - 25:00）

### 金曜日
- 大橋未歩 金曜ブラボー（2018年10月5日 - 2020年9月4日）
- テリー伊藤のフライデースクープ そこまで言うか!（2012年10月5日 - 2015年3月27日、16:00 - 17:30）

金曜日ナイターオフ
- ニュースワイド 欽ちゃんのもっぱらの評判（1987年10月2日 - 1988年4月1日、18:00 - 20:00）
- 板東英二のバンバン行ってみよう!（1988年10月 - 1989年3月、18:00 - 20:00）
- 松山千春 新たなる旅立ち 21世紀の君に勇気ありがとう（2001年10月 - 2002年3月）
- 大竹まこと 金曜日のたまごたち（1986年10月10日 - 1987年4月3日、20:00 - 22:00）
- ときめきBANANA アイドルオーディション（1988年10月 - 1989年3月、20:00 - 22:00）
- 玉置宏のようこそ! スター予約席（1996年10月 - 1997年3月、20:00 - 21:00）
- アイドリング!!!の金8（2011年10月7日 - 12月30日、20:00 - 20:30）
- LOVE STREET 〜 神戸からの風（2006年10月6日 - 2007年3月23日、20:30 - 20:50、パーソナリティ：稲健二 コメンテーター：荒牧英樹）
- 山田邦子の大胆ステキっ!（1987年10月16日 - 1988年4月1日、21:00 - 22:00）
- キャプテンジョージの流行データBEST10（1990年10月 - 1991年3月、21:00 - 21:50）
- LF+R SHIBUYA music stage（2001年10月 - 2002年3月、21:00 - 21:50）
- Dreamin' Night（2004年10月 - 2005年3月、21:00 - 21:30）
- ズバリ!ラジオ（2012年10月 - 2013年3月、21:00 - 21:50）
- 安倍麻美 すっぴんであさみん（2003年10月 - 2004年3月、21:30 - 22:00）
- INDIE`S JAM（ - 2003年9月、21:50 - 22:00）

金曜夜（22:00 - 1:00）
- 恋する電リク ザ・マイク・ストロベリーショー（22:00 - 1:00）
- 伊藤政則のTOKYOベストヒット（1984年2月10日 - 1986年10月3日、1986年3月までは22:00 - 0:00、4月からは22:00 - 1:00）
- 関根勤のTOKYOベストヒット（1986年10月10日 - 1990年3月30日、22:00 - 1:00）
- B21スペシャルの活躍金曜日（1990年4月6日 - 1991年2月22日、22:30 - 1:00）
- 入江雅人のGo!Go!テレキッズ（1994年4月 - 1996年3月、22:00 - 1:00 → 22:30 - 1:00）
- 海砂利水魚のディスコ・ザ・ガマ（1996年4月 - 1997年3月、22:00 - 1:00）
- 岩男潤子と荘口彰久のスーパーアニメガヒットTOP10（1997年4月 - 1998年3月）
- LFクールKのフライデーウルトラカウントダウン（1998年4月 - 1999年3月26日、21:00 - 0:50）
- allnightnippon SUPER!・allnightnippon SUPER! FRIDAY（1999年4月 - 2003年3月、22:00 - 24:00 → 22:00 - 25:00）
- オールナイトニッポンフライデー・長渕剛今夜もバリサン（2003年4月 - 2003年9月、22:00 - 24:00）
- オールナイトニッポン FRIDAY SPECIAL（2003年10月、22:00 - 24:00）
- SHOGOのオールナイトニッポンフライデー（2003年11月 - 2004年3月、22:00 - 24:00）
- 南海キャンディーズ 山里亮太のヤンピース フライデースペシャル（2006年10月6日 - 2008年8月29日、22:00 - 24:00）
- 亀梨和也のKス バイ Kス（2008年4月4日 - 2011年9月30日）

金曜深夜
- TRY HAPPY!RADIO（2003年4月 - 2004年3月26日、0:00 - 0:20）
- とことん笑顔!きっかけ先生（2004年4月2日 - 10月1日、0:00 - 0:20）
- 進研ゼミ高校講座Presents 目からウロコ!24（2004年10月8日 - 2007年3月30日、0:00 - 0:20）
- ますおかちゃんねる（2007年4月6日 - 2012年3月30日、0:00 - 0:20）
- 剛力彩芽 スマイル S2 スマイル（2012年4月6日 - 2019年3月29日、0:00 - 0:20）
- 川嶋あい 勇気の唄（2005年10月7日 - 2008年3月28日、0:20 - 0:40）
- マル金チャレンジランド（1996年4月 - 1998年）
- TKワールド（0:30 - 1:00）
- LF+R 洋楽 Flying Best（0:30 - 0:50）
- TEENS' MUSIC WAVE（2000年4月 - 2007年3月）
- YAMAHA ミュージックスター（2007年4月7日 - 2008年9月27日、0:40 - 1:00）
- しょこたんらじお（2009年4月4日 - 2010年4月3日、0:30 - 1:00）
- FairiesのFly to the World（2011年10月8日 - 2016年3月26日、0:20 - 0:40）
- 古坂大魔王のアイドル倶楽部（2014年4月4日 - 2015年9月25日、0:40 - 1:00）
- 上白石萌音 good-night letter（2017年4月7日 - 2019年3月29日、0:40 - 1:00）

### 土曜日
土曜日朝
- おはようサタデー
- 森菊蔵ショウ（1972年4月8日 - 1973年10月6日、5:00 - 7:00）
- 森菊蔵の早起きおじさん（1973年10月12日 - 1974年3月30日、5:00 - 7:00）
- 檜山信彦ショウ（1974年10月5日 - 1975年5月24日、5:00 - 7:00）
- ひやま信彦のほがらか歌謡曲（1974年4月6日 - 1980年9月27日、5:00 - 7:00）
- コロムビア・トップのほがらか歌謡曲（1980年10月4日 - 1983年5月28日、5:00 - 7:00）
- 永井一郎の起きたら土曜日 今朝も元気だ!ラジオがうまい（1983年6月4日 - 1984年3月31日、5:00 - 8:00）
- いでみつ元の土曜日一番のり!（1984年4月7日 - 1985年4月6日、5:00 - 8:00）
- くず哲也のほいきた!土曜日一番のり（1985年4月13日 - 1986年7月5日、5:00 - 8:00 → 6:00 - 8:00）
- ウィークエンド歌謡スペシャル（1986年5月3日 - 1996年9月28日、5:05 - 5:54 → 5:10 - 6:00）
- 予報士・優美のおはよう晴れルヤ!（1996年10月5日 - 1998年3月28日、5:00 - 6:00）
- 山口良一のそれゆけ!土曜日行進曲（1986年7月12日 - 1989年4月8日、6:00 - 8:00）
- 目覚ましかぼちゃモーニング（1989年4月15日 - 1998年3月28日、6:00 - 9:00 → 6:00 - 8:00）
- 土曜ニュースアドベンチャー（1998年4月4日 - 2005年3月26日、5:00 - 7:00）
  - 塚越孝の土曜ニュースアドベンチャー
  - 井筒和幸の土曜ニュースアドベンチャー
- 塚越孝のおはよう有楽町（2005年4月2日 - 2006年9月30日、5:00 - 7:00）
- 栗村智のおはよう散歩道（2006年10月7日 - 2007年3月31日、5:00 - 7:00）
- 栗村智 あなたと朝イチバン（2007年4月7日 - 2010年6月26日、5:00 - 7:40）
- 雪山ひろしショウ（1972年4月8日 - 1973年10月3日、7:00 - 9:00）
- 藤崎健のお早ようニッポン（1973年10月6日 - 1974年10月2日、7:00 - 9:00）
- 友竹正則のお早ようニッポン（1974年10月5日 - 1977年9月23日、7:00 - 9:00）
- 八代英太のお早ようニッポン（1977年10月1日 - 1983年5月28日、7:00 - 9:00）

土曜日昼前
- 土曜スタジオ1240（1971年11月6日 - 1973年4月、9:00 - 12:00）
  - 電話でオピニオン
- 野末陳平のオール電話リクエスト（1971年11月6日 - 1980年9月27日、9:00 - 11:00）
- 梨元勝のオール電話リクエスト（1980年10月4日 - 1981年4月25日、9:00 - 11:00）
- チエちゃん・陳平の歌謡ビッグサタデー（1981年5月2日 - 1983年5月28日。1983年9月3日 - 1989年4月8日、10:00 -14:30 → 8:00 - 12:00）
  - チエちゃん・二郎サンの歌謡ビッグサタデー（1983年6月4日 - 1983年8月27日、8:00 - 12:00）
- サブロー・シローの土曜は特ダネーター（1989年4月15日 - 1990年4月7日、9:00 - 11:30）
- 吉幾三のいくぞ! 土曜だ! 本気で勝負（1992年4月4日  - 1993年3月）
- 峰竜太・梨元勝の突撃! 追跡! ウワ!サタデー（1993年4月 - 1994年3月）
- いまに哲夫のグッドモーニングニッポン（1993年9月 - 1995年3月、8:00 - 11:00）
- 天才テリーの芸能ダマスカス（1995年4月 - 1997年3月、8:00 - 11:00）
- うえちゃんの花の土曜日おっかけラジオ（1997年5月31日 - 1998年3月27日、8:00 - 11:00）
- 土曜だ!いい朝KOASAクン（1998年4月4日 - 1999年7月3日、7:00 - 11:00）
- お願い!DJ!克也とミッちゃんはっぴぃウィークエンド（1999年7月10日 - 2001年5月26日）
  - お願い!DJ!克也とのりちゃんはっぴぃウィークエンド（2001年6月2日 - 2002年3月30日）
  - お願い!DJ!小林克也はっぴぃウィークエンド（2002年4月6日 - 2005年11月26日）
  - お願い!DJ!小林克也青春ベストヒットリクエスト（2005年12月3日 - 2007年3月24日）
- 高橋克実と山瀬まみ おしゃべりキャッチミー（2007年4月7日 - 2010年6月26日、8:30 - 11:00 → 8:30 - 10:50）
- ラブ・サウンズ・スペシャル（11:00 - 12:00 → 9:00 - 10:00）パーソナリティは武田鉄矢 → 近藤正臣 → 寺尾聰
- パワフルタッチのまるごと遊ビジョン（11:30 - 14:00）

土曜日昼過ぎ
- サタディ・ニッポン（1968年11月 - 13:00 - 17:30）
- 歌謡曲ニッポン 戦前戦後人気歌謡投票（12:10 - 14:00）
- ハッピーサタデー ニッサンラジオ・プラザ（1975年10月 - ）
- タコ社長のマンモス歌謡ワイド（1977年10月8日 - 1979年7月7日、12:00 - 16:30）
- 高島秀武のマンモス歌謡ワイド（1979年7月21日 - 1981年4月25日、12:00 - 16:30）
- 井上順の週刊No.1（12:00 - 14:00）
- 古舘伊知郎の独占! オールニッポンヒット歌謡
  - フルフルサタデー古舘伊知郎のどきどきモンスター
- billboard JAPAN HOT100 COUNTDOWN
- 斉藤安弘の全国歌謡ヒット速報（1981年5月2日 - 1982年9月25日）
- 湯浅明の全国歌謡ヒット速報（1982年10月2日 - 1988年8月6日）
- はた金のオリコン・ザ・ビッグヒット（1988年8月13日 - 1990年3月）
- 三宅裕司のどよ〜ん!（1990年4月14日 - 1992年3月28日、14:00 - 16:30）
- あとちゃん・山瀬の歌のギャップ10（1996年10月 - 1998年9月）
- 赤坂泰彦のサタデーリクエストバトル（1998年10月3日 - 2006年3月18日、13:00 - 15:00）
- 福澤朗ラヂオ☆スター（2006年4月1日 - 2006年9月30日）
- 小倉智昭のラジオサーキット（2006年10月14日 - 2012年3月31日）
- 辛坊治郎ズーム そこまで言うか!（2012年4月7日 - 2017年9月30日）
- 清水ミチコのミッチャン・インポッシブル（2006年10月14日 - 2014年3月29日、16:00 - 17:00）
- SHELLY GO ROUND（2014年4月5日 - 2015年12月26日、15:30 - 17:00）
- スイスイサタデー カロ・ソリーゾ（2016年1月9日 - 2017年9月30日、15:30 - 17:00）
- モアモア歌謡センター（1981年5月2日 - 1991年6月30日）
- モアモア爆笑新鮮組（1991年7月6日 - 1993年4月3日）

土曜日夕方
- 加山雄三のラジオ広場（16:30 - 17:00）
- ラジオ広場 やあ! 裕次郎です（16:30 - 17:00）
- 三田村邦彦 ラジオ広場（16:30 - 17:00）
- シャナナぎんざ 何がなんだか若ラジオ（1974年4月6日 - 1976年10月2日、17:00 - 18:00）
- 近田春夫とマナの西武ミュージック・フレンド・ショップ（17:10 - 18:00）
- 西武ミュージックシティ 明石家さんまの気分は最高!
- こちら女学院前 伊集院与作のまろはごきげん!（1982年4月10日 - 1983年3月26日、17:00 - 17:50 → 17:10 - 18:00）
- 古手川祐子 おチャメな旅行カバン（1983年4月 - 1986年3月）
- 斉藤由貴 ネコの手も借りたい（1986年4月 - 1995年4月）
- 森高千里スタジオ ピーチベリー（1998年4月 - 2000年4月、17:00 - 17:40）
- 千原ジュニアのRPM GO!GO!（2010年10月9日 - 2016年3月26日、17:00 - 17:30）
- さまぁ〜ず三村マサカズと小島瑠璃子の「みむこじラジオ!」（2016年4月9日 - 2022年3月19日、17:00 - 17:30 → 17:10 - 17:40）
- 佐藤康恵のエンジェルトーク（1998年10月10日 - 、17:40 - 18:00）

土曜日夜（ナイターオフ）
- サタデー・ワイド・ポップス（1971年、19:00 - 21:00）
- あいざき進也のハイ・ハイ・ハイ!（1974年10月 - 1975年3月）
- だんとつタモリ おもしろ大放送!（1980年10月 - 1987年3月）
- 電話好きッコラジオッコ 男のコにはナイショなの（1981年10月3日 - 1982年3月27日・1982年10月2日 - 1983年3月26日、ラジオっ娘（Lady oh!））
- 泉谷しげるの土曜はまかせろ!!
- 涙の電話リクエスト
  - 山田邦子 涙の電話リクエスト（1990年10月 - 1998年3月）
  - うえちゃんの涙の電話リクエスト（1998年4月 - 1998年9月）
  - うえちゃん・山瀬の涙の電話リクエスト（1998年10月 - 2002年9月、2004年4月 - 2006年3月）
- 上柳昌彦 土曜日のうなぎ（2008年10月4日 - 2009年3月28日）
- 梅沢富美男のだんとつ土曜日! おもしろ大放送
- タモリの週刊ダイナマイク（1990年4月14日 - 2005年3月27日）
- かけこみワイド・鶴光のまかせなさい!（1986年10月 - 1987年3月）
- 土曜電リクファッション大魔王（1986年10月11日 - 1987年4月4日）
- アンコーのシネマランド
- 激突!あごはずしショー
- 変身ウィークエンド・踊れ!ヒットだ!電話リクエスト（1977年10月 - 1978年3月）
- 邦子とキッチュのTVで遊ぶ（生）ラジオ
- 邦子のYAMYAM ももテレビ
- ショウアップナイターストライク! サタデー

土曜日夜
- ポップス・ジェントリー（21:00 - 21:30）
- 行け行けコッペ!! アメリカ横断ドンドン急行（21:00 - 21:30）
- 小林のりかず 9時10分のU.F.O（1980年4月 - 9月、21:10 - 21:30）
- さだまさし 時のほとりで（1980年10月 - 、21:00 - 21:30）
- 沢田研二劇場 夜はいいやつ（1981年10月10日 - 1982年4月3日、21:00 - 21:30）
- ラジオまんぱくラジメーション82（1982年4月 - 、21:10 - 21:30）
- 東京まるもうけ情報局（21:10 - 21:30）
- あなたにWINK（1989年10月14日 - 1991年10月5日、21:00 - 21:30 → 22:00 - 22:30 → 21:30 - 22:00）
- 牧瀬里穂・素直になりたい（1991年10月 - 1996年6月、21:00 - 21:30 → 22:00 - 22:30）
- 金月真美と石田彰のゲーマーズ・アタック!（21:00 - 21:30）
- ニッポン放送アイドルストリート（1998年10月10日 - 、21:00 - 22:00）
  - Say a Little PrayerのSAY YEAH!
  - 無理矢理?! YURIMARI
  - 中沢純子のなかなか純情!
  - MISSIONスクール
- タンポポ 畑でつかまえて（1999年10月9日 - 2000年3月25日、21:00 - 21:30）
- グリコ花のフレッシュ学園（21:30 - 22:00）
- ハンド・イン・ハンド ニューミュージックスペシャル（21:30 - 22:30）
- 所ジョージのサタデー青春白書（21:30 - 22:30）
- 南こうせつの思いっきり! DO曜日
- こうせつ・郁恵のまんてんナイト キラキラ放送局（1981年10月3日 - 1982年10月30日、21:30 - 22:30 → 22:00 - 22:30）
- アントニオ猪木 闘魂ザ・ワールド（21:30 - 22:00）
- 夢のカリフォルニア 真田広之・俺の青い空（21:30 - 22:30）
- 真田広之・荻野目慶子 青春キャンディーバー（21:30 - 22:30）
- 文春スーパーステーション（21:30 - 22:30）
- 斉藤由貴 みえますか? 青春・輝き色（1985年10月 - 1986年4月、21:30 - 22:00）
- ぱぴぷぺポピンズ（1986年4月 - 9月、21:30 - 22:30）
- カモン・BaBeのハロームービー夢工場（1987年4月11日 - 1987年10月10日、21:30 - 22:00）
- ジャジャ馬BaBeのハロームービー（1987年10月17日 - 1988年10月8日、21:30 - 22:00）
- 男闘呼 DE NIGHT（21:30 - 22:00）
- FUNKAHIPS RADIO SHOW（21:30 - 22:00）
- 和久井映見 もう一つのおもちゃ箱（1990年4月14日 - 1991年4月7日、21:30 - 22:00）
- 織田裕二 風に乾杯（1991年10月 - 1992年9月、21:30 - 22:00）
- 桜井智・魔法少女の時間（21:30 - 22:00）
- GacktのFURACHIなオトコたち（2003年4月5日 - 2005年3月26日、21:30 - 22:00）
- 土曜の夜はテレフォン・ジャングル（1972年4月 - 、22:00 - 24:00）
- サタデーミュージックワイド（22:00 - 1:00）
- もうやめられない! ナッチャコのおじゃまな関係（1982年11月6日 - 1984年2月18日、22:00 - 22:30）
- 吉川晃司 ハートブレイクを抱きしめて → 吉川晃司 オンザロードで恋をして → 吉川晃司 サングラスをはずして（1984年10月13日 - 1987年10月3日、21:30 - 22:00 → 22:00 - 22:30）
- 藤井郁弥 キュートしようよ（1987年10月17日 - 1989年4月8日、22:00 - 22:30）
- 横山智佐のアニメ・ジェネレーションズ（22:00 - 22:30）
- 大原櫻子 Happy Tuning!（2015年4月4日 - 12月26日、22:00 - 22:30）
- いきものがかりの超いきものラジオ!!!（2016年1月2日 - 3月26日、22:00 - 22:30）
- 清水富美加 みなぎるPM（2016年1月2日 - 2017年2月11日、22:00 - 22:30 → 21:00 - 21:20）
- 三菱電機プレゼンツ 鈴木亮平 Going Up（2016年10月1日 - 2021年9月25日、22:00 - 22:30）
- リーガル・キャンパス・ショップ（22:30 - 23:00）
- かまやつひろしのニューミュージック・ベストテン（22:30 - 23:00）
- 今夜もぶりぶり! サウンド・イブ・ミュージック（22:30 - 23:00）
- 谷山浩子のニャンニャンしてネ!（1982年11月6日 - 1985年3月30日、22:30 - 23:00）
- 抱きしめて少年隊（22:30 - 23:00）
- TOKIO カラオケ HIT CLUB → TOKIOナイトCLUB（1994年 - 2013年）
- キンキラKinKiワールド（1995年10月 - 2007年9月、22:30 - 23:00）
- タッキーの滝沢電波城（2007年10月6日 - 2018年12月29日、22:30 - 23:00）
- KERAと犬子の四次元ラヂオテクノスケ（1991年10月 - 1992年3月）
- ラジオブロンクス〜世界でいちばん危険な夜〜（1992年10月 - 1993年3月）
- 松山千春の今夜はきめよう!
- 塚越孝のサタデートークバトル・ザ・グッチーズ（1997年10月 - 1998年3月）
- 独占!!Jリーグエキスプレス
- Jリーグ totoゴール・フラッシュ!（2001年10月 - 2003年3月）
- HEIWA REAL BEAT
- FM93ガールズの930聴い10ミニッツ
- 燃えよせんみつ足かけ二日大進撃（1974年4月20日 - 1980年4月5日、23:00 - 1:00）
- 所ジョージの足かけ二日大進撃（1980年4月12日 - 1983年4月30日、23:00 - 1:00）
- ロッテ ヤンスタNo1
- 明石家さんまのラジオが来たゾ!東京めぐりブンブン大放送（1983年5月7日 - 1988年3月26日、23:00 - 1:00）
  - 渡辺正行の東京めぐりブンブン大放送（1988年4月 - 1990年3月、23:00 - 1:00）
- 青春コール東京ハラギャーテーズ（1990年4月14日 - 10月6日、23:00 - 1:00）
  - 森脇・山田のパニックしようぜ!東京ハラギャーテーズ（1990年10月13日 - 1991年3月30日、23:00 - 1:00）
- 東京サウンドバズーカ音姫絵巻（1991年4月6日 - 1992年4月4日、22:00 - 1:00）
- 浅草キッドの土曜メキ突撃!ちんちん電車!（1992年4月11日 - 1993年3月27日、23:00 - 1:00）
  - 浅草キッドの奇跡を呼ぶラジオ（1993年4月10日 - 1994年10月8日、23:30 - 1:00）
- 夜のおもちゃ ぜんじろげっ!（1994年10月15日 - 1995年3月、23:30 - 1:00）
- ドリアン助川の正義のラジオ!ジャンベルジャン!（1995年10月14日 - 2000年3月18日、23:30 - 1:00）
- 藤ヶ谷太輔 Peaceful Days
- 中居正広 ON&ON AIR

土曜日深夜
- SONY JUST IN NIPPON どちらさんも欽ちゃんです（1972年4月 - 1972年9月、0:00 - 1:00）
- たまそう音楽堂（2000年10月7日 - 2001年10月27日）

### 日曜日
日曜日明け方
- サンデー起きぬけ歌謡曲
- サンデーマイクジャーナル（1985年）
- 梶幹雄の日曜一番乗り!（5:00 - 7:00）
- ひがのりおのみんなのラジオ!日曜版（1991年5月5日 - 1996年3月31日）
- サンサンサンデーはた金です!（5:00 - 7:00）
- JOLF INFORMATION（1989年 - 2012年4月1日）
- 大切な一言（5:00 - 5:20）
- 増山さやかのサンデーモーニングポップス（1998年 - 2000年、5:20 - 7:00）
- 時の経済 → サンデーエコノミア（1954年7月 - 2006年3月）財界人に日本経済の展望を聞く番組。報道部 制作。
- 小椋佳 夢中! 真っ最中（2000年4月 - 2001年9月）
- ライフ イズ ビューティフル（ - 2004年3月28日）
- JOLF INFORMATION PLUS → 週刊!ニッポン放送（2009年4月5日 - 2012年4月1日）
- くり万太郎のサンデー早起き有楽町（2012年4月8日 - 2017年9月24日、5:00 - 7:00）
- 菅原文太 ホーホーふくろう → 日本人の底力（2003年4月6日 - 2014年12月28日）
- 藤沢周平傑作選（2009年4月 - 2013年3月）
- 倉本聰・富良野からの風を（2001年11月 - 2007年3月25日）

日曜日朝
- 朝から音楽めいっぱい!!サンデーモーニングワイド（1980年4月 - 1987年10月4日、7:00 - 12:00）
- スーパー電リクサンデーヒットパラダイス（1987年10月11日 - 1990年10月7日、7:00 - 12:00）
- 羽野晶紀のミュージックハーモニー（1990年10月14日 - 1991年9月）
- ポップス ベストテン（8:00 - 8:30 → 7:10 - 8:00）
- 国明・クーコのサンデー新曲ベストテン（8:00 - 8:30）
- 平凡アワー 玉置宏のスターハイライトショウ（8:30 - 9:00）

日曜日昼前
- 不二家歌謡ベストテン（1966年12月4日 - 1987年9月27日、8:45 - 9:30 → 9:00 - 10:00）
- リクエスト合戦（1959年11月1日 - 1987年10月4日、10:00 - 10:30）
- くず哲也の日曜はダメよ（1975年4月13日 - 1985年4月28日、10:30 - 11:00）
- 薬師丸ひろ子 あなたに・愛・わいわい!（1985年4月 - 1987年4月）
- COKE ON SUNDAY 渡辺美里 ごきげんデイト（1987年4月12日 - 1988年4月17日）
- 田原俊彦いつだってアイ・ラブ・ユー → 気分はナチュラル（1983年）
- 渡辺美奈代 背のびしてルージュ（1987年4月12日 - 1987年10月4日）
- 上柳昌彦のベストヒットサンデー（1990年10月14日 - 1992年4月5日、9:00 - 13:00）
- 裕司と雅子のガバッといただき!!ベスト30（1992年4月12日 - 2002年3月31日、9:00 - 13:00）
- 三宅裕司のザ・ベスト30"スゲェ!"（2002年4月7日 - 2005年12月18日、9:00 - 13:00）
- 三宅裕司 みんなのヒット!ベスト20+10（2006年1月1日 - 2007年9月30日、9:00 - 13:00）
- 三宅裕司のサンデーハッピーパラダイス（2007年10月7日 - 2011年4月3日、9:00 - 13:00→9:00 - 12:00）
- 昌幸・美ゆきのチャレンジリクエスト
- 佐良直美 ジャンプ・アップ（11:00 - 11:30）
- 欽欽乃欽欽学学教室 → 欽欽のトッピンシャン（1973年10月7日 - 1977年3月27日、11:00 - 11:30）
- ミッチとアキラのオー! サンデー 底抜け日曜拳銃（1979年、11:00 - 11:30）
- イルカの青空サンドイッチ（1980年4月6日 - 1981年12月27日、11:00 - 11:30）
- 象印歌謡速報（11:30 - 12:00）
- 松崎しげるのサウンド・ブティーク（11:30 - 12:00）
- 河合その子 拝啓その子です（1986年4月 - 11月、11:30 - 12:00）

日曜日午後
- 鴻上尚史と里田まいのサンデー・オトナラボ → 鴻上尚史と岡本玲のサンデー・オトナラボ（2008年10月5日 - 2012年3月25日、12:00 - 13:00）
- 夏目三久 Tokyo♥ナビゲッチュ〜!（2012年4月8日 - 2014年3月30日、12:00 - 13:20 → 12:00 - 14:30 → 12:00 - 14:00）
- 東芝ワイドワイドサンデー（1970年3月15日 - 1972年6月25日、12:30 - 17:00）
- サンデービッグスポーツ（ - 1976年3月、13:00 - 16:30）
- ナムコ テイルズ オブ エターニア プレゼンツ 坂上みきのmusic pleasure 日曜日はダメよ。（2000年4月 - 2001年12月）
- 原千晶と荘口彰久のSunday Sound Mission（2002年1月6日 - 2002年9月29日）
- そーぐちの今すぐ聴きたい!（2002年10月 - 2004年3月21日、13:00 - 15:00）
- 清水ミチコの日曜はマネよ（2004年4月4日 - 2005年3月27日、13:00 - 15:00）
- 大友康平のミュージックキャンプ（2005年4月3日 - 2007年3月25日、13:00 - 14:30）
- 中島知子と鈴木おさむ エンタな日曜日（2007年4月1日 - 2008年12月28日、13:00 - 14:30）
- 谷村新司 まぁるい日曜日（2009年1月4日 - 2012年3月25日、13:00 - 14:30 → 23:30 - 24:00）
- サンデーかしましラジオ（2010年4月11日 - 2010年6月20日、13:00 - 14:30）
- テリー伊藤 サンデーのってけラジオ（2010年7月4日 - 2012年9月30日）
- 谷村新司 なんだか若旦那（1986年4月 - 、16:50 - 17:20）
- 江本孟紀 勇気わくわく大放送
- アグネスのポップ・オブ・ザ・ワールド
- 所ジョージのサンデースポーツパラダイス（1988年10月16日 - 1989年3月）
- 三上博史のオフィシャルクラブ・ゴッズ（1989年1月 - 1989年10月)
- 所ジョージのトコロのココロ（1995年4月 - 2000年3月、16:10 - 17:40 → 16:00 - 17:00)
- 江本孟紀の俺の出番だ!
- 関根潤三おしゃべりダッグアウト
- 史上最大のカウントダウン みんなのヒット500曲
- 泉谷しげる 俺にもやらせろ!（1994年）
- 深澤弘のスポーツVIPクラブ
- Sunday Sound Walker → 原千晶と荘口彰久のSunday Sound Walker（1999年10月1日 - 2002年9月29日）
- ゆうちょドリームトーク・関根潤三・中井美穂のスポーツスター塾（1996年10月 - 1997年3月、1997年10月 - 1998年3月）
- 塚越孝の歌謡ヒットダービー（16:30 - 17:00）
- 真子と裕のスマッシュルンルン（ - 1980年9月、17:00 - 17:30）
- うつみ宮土理と塚越孝のけんこうジョッキー! ホップステップ歌謡曲（1980年10月 - 1986年3月、17:00 - 17:30）
- ばんばひろふみの女子高キャンパスフレッシュコンサート（17:00 - 17:30）
- 中村雅俊のまかせてホリデー
- 吉田栄作 TakeOff（1989年10月15日 - 1994年10月3日、17:00 - 17:30）
- NEC サンデーミュージック（関口宏 → 広川太一郎 → 篠田三郎 → 三浦友和 → 東山紀之）（ - 1994年4月3日、17:30 - 18:00）
- 開局!フジテレビラジオ → ザ・フジテレビラジオ（2010年10月4日 - 2012年4月1日）
- 関ジャニ∞大倉忠義 日曜日好っきゃねん（2013年4月7日 - 2015年3月28日）
- とびだし美奈子とそれゆけアイドル隊
  - とびだし美奈子とそれゆけおぼっちゃま
- 吉田拓郎それイケ!（1998年4月 - 1999年3月、17:00 - 17:40）
- 皆藤愛子 あいラジ（18:00 - 19:00 → 17:20 - 17:50）
- サンデー ズバリ!ラジオ → ズバリ!ラジオ（2010年 - 2012年）
- 誰だ（2013年4月7日 - 7月29日）
- NEXT STAGE with U（2013年4月7日 - 7月29日）
- 箭内道彦 MY TOKYO 東京に恋をして（2015年4月 - 2016年3月）
- 有楽町いぶにんぐ7（2016年10月2日 - 2017年3月26日）
- 銀シャリのほくほくマネーラジオ

日曜日夜（ナイターオフ）
- アンコーのワイド歌謡曲（1971年、19:00 - 21:00）
- カモン・ザ・ナイト 大江戸アドヴェンチャー（1986年10月12日 - 1987年3月29日）
  - 嵐山光三郎のつうしんぼ万才!
- 吉田拓郎 わがままベスト10（2003年10月5日 - 2004年3月21日、19:00 - 20:00）
- 梅田淳YOU LUCK情報局（2004年10月3日 - 2005年3月27日）
- 笑福亭鶴光 デジラジキングダム（2005年10月9日 - 2006年3月26日）
- 山田花子と杉本彩と増山さやかのちょっとどうなのよ?（2006年10月8日 - 2007年3月18日）
- オールナイトニッポンアゲイン（2006年10月8日 - 2007年4月1日）
- アコム サンデースポーツスピリッツ（2007年10月 - 2008年3月）
- 東貴博の電話でGO!GO!（2008年10月5日 - 2009年3月29日）
- オールナイトニッポンサンデー（2009年11月 - 2010年9月12日）
- 地元いーとこショウアップ!（2016年10月2日 - 2017年3月26日）
- 里崎智也のスポーツ直球勝負!（2017年10月8日 - 2018年4月1日）
- 笑福亭鶴光のサンデー○○リクエスト（2007年10月 - 2008年3月）
- ニッポン放送 スーパープッシュ 日曜もオトパラ（2014年11月2日 - 2015年3月22日）
- それ、大事なコトでございます。（2022年10月2日 - 2023年3月26日）

日曜日夜
- 柳家小三治のサムシング·ジャズ（21:00 - 21:30）
- オーイ! 受験生諸君（21:00 - 21:30）
- 芸能ズームアップ ウィークリー（ - 1980年9月、21:10 - 21:30）
- 俺たち音楽仲間（1980年10月 - 、21:00 - 22:00）
- 森山良子・サウンドコレクション（21:00 - 22:00）
- 後藤久美子 気まぐれスケッチ（1987年10月11日 - 1988年3月27日、21:00 - 21:30）
- 小川範子 だって15才（1988年10月16日 - 1989年10月8日、21:00 - 21:30）
- 真璃子のときめきホームルーム（1989年10月15日 - 1990年4月8日、21:00 - 21:30）
- ALFEEステレオライブほっとステーション（21:00 - 21:30）
- 宮崎駿の雑想ノート（1995年11月5日 - 1996年4月7日、21:00 - 21:30）
- 飯島直子 ワンダフルトゥナイト（2001年10月 - 2002年3月、21:00 - 21:30）
- 吉岡美穂 素顔でSWEET ROOM（2004年10月 - 2005年3月、21:00 - 21:30）
- 大竹しのぶ ねちゃダメだよ、ZZZ（2013年10月6日 - 2017年6月25日、21:00 - 21:50）
- ニュー・ミュージック・ジャーニー（21:30 - 22:00）
- サンデーファッショナブル・ミュージック（21:30 - 22:00）
- 真田広之 素敵にワイルドONE（ - 1985年3月、21:30 - 22:00）
- 谷村新司 学問のスルメ（1985年10月 - 、21:30 - 22:00）
- 渡辺満里奈 見つめてMY HEART（1988年4月10日 - 1989年4月2日、21:30 - 22:00）
- 小川範子 素顔で片想い（1989年4月9日 - 1989年10月8日、21:30 - 22:00）
- 宮沢りえ 気まぐれフルーツパーティー（1989年10月15日 - 1991年4月7日、21:30 - 22:00）
- 宍戸留美 全人類が愛しい夜（21:30 - 22:00）
- 中江有里 裸足のメモワール（1991年10月13日 - 1993年10月3日、21:30 - 22:00）
- 坂井真紀 いつだってひまわり!（1993年10月10日 - 1997年4月6日）
- 古田新太と犬山犬子のサンデーおちゃめナイト（1994年4月10日 - 1997年10月5日）
  - 葉月里緒菜 ビーナスタイフーン
  - 常盤貴子 ムーンライトパニック
- スーパーアニガメシアター（1998年4月12日 - 9月、21:30 - 22:00）
- 藤原クンと妻夫木クン→藤原竜也&妻夫木聡のChallengeKnights!（1999年4月 - 2000年3月、21:30 - 22:00）
- 椎名法子のシャキッとビタミンCな。（2000年4月 - 2002年3月24日、21:40 - 22:00→25:10 - 25:30→21:40 - 22:00）
- ハンドメイド コンサート（22:00 - 22:30）
- 沢田研二のラブ・コレクション（22:00 - 22:30）
- さだまさしのサンデーパーク（22:00 - 22:30）
- SONY Night Squareシリーズ（1979年10月 - 1992年9月、22:00 - 22:30）
  - 南こうせつ 星のみちくさ帰り道
  - 山口百恵 夢のあとさき（1980年4月6日 - 1980年10月5日）
  - 郷ひろみ とびきりグッドラック!
  - 松田聖子 夢で逢えたら（1981年4月12日 - 1983年4月3日）
  - 川島なお美 恋のサウンドグラフィティ（1983年4月10日 - 1984年9月30日）
  - 菊池桃子 桃子とすこし夜ふかし（1984年10月7日 - 1985年3月31日）
  - 松本典子 ひみつのエアメール（1985年4月7日 - 1986年4月6日）
  - 国生さゆり 走れメロン（1986年4月13日 - 1988年4月3日）
  - 渡辺美奈代 恋はちょっぴり（1988年4月10日 - 1989年12月31日）
  - ハートにribbon（1990年1月7日 - 1992年4月5日）
  - 羽野晶紀の学園スクランブル（1992年4月12日 - 1993年4月4日）
- バブルガム・ブラザーズのCLUBハッスル!（1993年4月11日  - 1994年10月3日、22:00 - 22:30）
- 裕木奈江の手の平にのって!（1993年10月10日  - 1994年4月3日、22:00 - 22:30）
- 鈴木あみ RUN!RUN!あみ〜ゴ!（1998年10月11日 - 2001年3月25日、22:00 - 22:30）
- 長澤まさみSweet Hertz（2007年4月8日 - 2012年3月25日、22:00 - 22:30）
- 新日鉄コンサート（1955年 - 2005年3月27日）
- 高橋みなみと朝井リョウ ヨブンのこと（2017年1月1日 - 2021年3月28日、22:30 - 23:00）
- ミュージックスカイホリデー（1976年 - 1984年、2009年 - 2010年）
- 杏里の全日空サウンドフライト（1984年4月 - 、23:00 - 0:05）
- 小林麻美 今夜だけシンデレラ（23:00 - 0:05）
- 工藤静香 素敵にFeel So Good（1992年4月12日 - 1994年4月3日、23:00 - 23:30）
- 内田有紀 夜空にYOU KISS!（1994年4月10日 - 2001年3月25日）
- 浅香唯 少しおとなのシルエット（1988年4月24日 - 1992年6月28日、23:30 - 24:00 → 23:00 - 23:30 → 24:00 - 24:30）
- あなたがいるから、矢口真里（2003年4月6日 - 2005年3月27日）
- 着ラジ（2005年4月3日 - 10月2日）
- ヤンキー先生!義家弘介の夢は逃げていかない（2005年10月9日 - 2009年3月29日）
- 内田恭子のGoodDay GoodNight（2006年10月8日 - 2007年4月1日、23:00 - 23:30）
- 大沢あかねのハイジャンプ・レディオ!（2007年10月7日 - 2010年6月27日、23:00 - 23:30）
- 柳原可奈子のワンダフルナイト（2010年7月4日 - 2019年5月5日、23:00 - 23:30）
- 吉田拓郎 ラジオでナイト（2017年4月2日 - 2019年3月31日、23:30 - 0:30）
- BOYS AND MENの楽勝!有楽町（2022年10月2日 - 2023年3月26日、20:20 - 20:40）
- ラジオ情熱ラボ〜ビジネスの先に〜（2021年10月28日 - 2023年3月26日、21:00 - 21:20）
- NEXT-RAD 超発掘!尖ったキッズたち→ NEXT-RAD

日曜日深夜
- オールナイトニッポン電話リクエスト
- 青春ファンタジア 菊池桃子 あなたと星の上で（1985年4月7日 - 1988年10月9日、24:05 - 25:00 → 23:00 - 23:55 → 24:00 - 24:55）
- 工藤静香 YES IT'S YOU（1988年10月16日 - 1992年4月5日、24:00 - 25:00 →  24:30 - 25:30）
- 松雪泰子 星の輝く夜に・・・・（1992年7月 - 1993年4月、24:00 - 24:30）
- GAO 歌ってイイよね!（24:00 - 24:30）
- AKB48 2029ラジオ〜10年後の君へ〜（2019年4月8日 - 2021年3月29日、24:00 - 24:30）
- 有楽町アニメタウン（2005年4月3日 - 2007年4月1日、24:30 - 25:00 → 24:30 - 25:30）
- YAGアニメラボ（2009年4月5日 - 2010年4月4日）
- タッチ・ミー・EPO（1984年4月8日 - 1985年3月31日 、25:00 - 25:30）
- 井森美幸 夢色飛行船（1985年4月7日 - 1985年10月6日、25:00 - 25:30）
- 岡田有希子の夜遊びしナイト → 有希子・章子・麻里 夜遊びしナイト（1985年10月13日 - 1986年4月6日、25:00 - 25:30）
- トキメキパジャマ MARI・NORI・AKIのドッキンタイム（1986年4月13日 - 1986年10月5日、25:00 - 25:30）
- 南野陽子 ナンノこれしきっ!（1986年10月12日 - 1990年6月26日、25:00 - 25:30）
- ネクストブレイク
- 玉置成実 ヒット・エンドスマイル（2004年4月4日 - 2005年3月27日、25:00 - 25:30）
- ラジオ空想科学研究所（2005年4月3日 - 2014年3月30日）
- 上原隆のオールナイトニッポン サポーターズ（2007年4月8日 - 2009年3月29日、25:00 - 25:30）
- max matsuura 仕事が遊びで遊びが仕事（2009年7月5日 - 2020年9月27日、25:00 - 25:30 → 25:30 - 26:00）
- カール北川のものまねナイトニッポン（2014年4月6日 - 9月28日、25:00 - 25:30）
- 葵テルヨシのサンデーミッドナイト（1973年10月 - 1975年4月6日、26:15 - 26:45、1974年1月 - 同年3月の間のみ26:00 - 26:30）
- ソウル・フリーク（1974年4月 - 1978年9月、25:30 - 26:15　1978年4月9日 - 1978年6月25日の間のみ26:00 - 26:45）
- 真夜中のスケッチ （1975年4月13日 - 1977年4月24日、26:15 - 26:45）
  - カルメン・マキ（1975年4月13日 - 1976年1月18日）
  - 中山ラビ（1976年1月25日 - 1977年4月24日）
- 高田真樹子 ザ・ナイトビフォー（1977年5月1日 - 1978年4月2日、26:15 - 26:45）
- きまぐれジャムタイム（1978年7月2日 - 1979年9月放送、26:15 - 26:45）
  - 高田真樹子（1978年7月2日 - 8月6日）
  - 伊藤広志（1978年8月13日 - 1979年9月）
- ラジオカプセル'79（'80）（1979年10月 - 1980年3月、25:45 - 26:15）
- DO! ミュージックアイランド（1979年10月 - 1980年3月、26:15 - 26:45）
- 中村こずえのサウンドピクチャー（2009年8月2日 - 2014年9月28日）
- 幕末三姉妹（2010年11月7日 - 2011年4月24日、25:30 - 26:00）
- 吉田尚記がアニメで企んでる（2013年4月 - 2014年3月25日、25:30 - 26:00）
- ミューコミVRXR（24:30 - 25:00）
- YUGO・荘口 やりやラジオ
- 発見!ファーストペンギン（2022年8月7日 - 2023年3月27日 、24:30 - 25:00）
- アニメ『ONE PIECE』25周年記念 ニッポン放送70周年記念ラジオ番組 『麦わらスペース』

日曜日その他
- 今週のヒット・パレード
- 歌はあなたと共に
- ものまねのど自慢
- しりとり歌合戦
- 明色歌謡ゲーム
- みんなできこう
- 高田浩吉ショー
- 明色ものまね勝抜き歌合戦
- 湯浅明のおもしろ人間夢工場
- 木村篤のおもしろ人間大集合
- ラジオドラマ おっぱいだけがウマい勝見さん

### その他の夜の番組
- 青島幸男の世界一だ!
- 独占プロデュース60分
- ラジオ劇画 愛川欽也の立川文庫
- 夜のディスク ライン
- 恐怖ラジオドラマ「ゼロの世界」
- 松田聖子 愛にくちづけ（1983年10月15日 - 1985年3月31日）
- ひかる一平 恋のサインはSHE!SAYS!DO!（1981年4月 - 1982年3月）
- 花のフレッシュ学園
- とんでもダンディー・民夫くんと文夫くん（1984年4月 - 1986年3月、1985年10月からは日曜午前11:30へ枠移動）
- All about 光GENJI
- ラジオ7丁目劇場 お笑い虎の穴サバイバル
- パニックマンデーグレチキング!!
- お笑いエレキ合戦
- 奥山佳恵の美少女白書ないしょDEナイト
  - 奥山佳恵のときめきティーンズ ハート
- 南野陽子 落書きだらけのクロッキーブック（1985年10月 - 1986年4月）
- 生稲晃子 デートはこれから（1989年4月15日 - 1990年4月8日）
- 森高千里 ザ・青春（1990年10月 - 1993年3月）
  - 森高千里 千里の道も一歩から（1993年4月 - 1995年5月）
  - 森高千里 STEP BY STEP（1995年6月 - 1998年3月）
- 西田ひかる 太陽がいっぱい（1993年4月10日 - 1994年4月2日）
- Vジャンプ 海賊ステーション（21:30 - 22:00）
- バーチャルRadio トロピカ共和国
- サクラ大戦 有楽町帝撃通信局・サクラ大戦帝劇通信局フロムお台場（1996年10月 - 1997年9月）
- DTヴァンパイア（1996年10月 - 1997年9月）
- 桜井智のフェアリータイム・桜の咲く頃までに
- お台場ラジオ会館
- サクラ大戦 お台場放送局（1998年4月 - 1998年9月）
- ライブオン! 少年隊
- シブがき隊 ホット!ヒット!!はっと!?（日 21:30 - 22:00 → 土 21:30 - 22:00 → 木 20:00 - 20:30 → 土 16:30 - 17:00）
- GENJI GENKI爆発（1987年10月17日 - 1991年4月5日）
- 小池聡行の歌謡センター9時
- スーパーステーション
- 愛の安全地帯
- 原田知世 星空愛ランド（1983年10月3日 - 1984年12月28日、1986年4月13日 - 1987年4月5日）
- 荻野目洋子 純情フリーウェイ（1987年4月12日 - 1990年3月29日）
- 渡辺美里 ごきげんデイト（1987年4月12日 - 1988年4月17日）
- 田原俊彦のDancin' Tonight
- 中山美穂 ちょっとだけええかっこC（1985年10月12日 - 1990年3月18日）
  - 中山美穂 P.S. I LOVE YOU（1990年3月24日 - 1995年6月24日）
- 観月ありさ 不思議の国のありさ（1991年4月 - 1995年9月）
- 篠原涼子 感度♥良好!!（1995年10月 - 1997年10月）
- ハイ!SPEEDで行こう!（1996年10月13日 - 2000年3月31日）
- 真田広之・燃えろ! サナディアンナイト
- 渡辺貞夫 ナベサダとジャズ
- ワゴンでデート
- OHA-OHA NIGHT（2001年10月7日 - 2005年3月26日）
- 松浦亜弥Let's do it!!（2001年4月 - 2005年3月27日）
- 上戸彩 Seventeen's Map → 上戸彩 Eighteen's Road → 上戸彩 Nighteen's ナイン → 上戸彩 ハタチにハイタッチ! → 上戸彩 21ピース!（2002年10月8日 - 2007年4月1日）
- 米田奈美子 ハッピー☆デリバリー!!（2002年10月 - 2003年3月）
- 藤本美貴 ハート・デイズ・レディオ（2002年10月10日 - 2003年3月27日）
- 深田恭子 in My room（2000年10月 - 2002年3月）
- 藤井隆 タカシックスRADIO SHOW（2002年10月 - 2003年3月）
- 藤井隆と花の藤井四姉妹（2003年10月 - 2004年3月）
- 末井昭のホン・ザ・レディオ
- あなたにWINK（1989年10月14日 - 1991年10月5日）
- SHIBUYA CONNECTION
- SHIBUYAmusic tower
- 加藤あい 20分1本勝負!（1999年4月 - 2001年3月、土曜日 21:40 - 22:00→土曜日 21:30 - 21:50）
- 後藤鮪郎の正義のラジオ!ジャンベルジャン!（1994年10月8日 - 1995年10月7日）
- ジャニーズJr. DOKIDOKIアフタースクール（1998年10月5日 - ）
- Beautiful Radio・美少女クラブ21→Beautiful Radio・美少女クラブ31（2003年10月5日 - 2005年3月18日）
- hiro素顔でMelody Fair（2000年4月 - 2003年3月）
- 犬山犬子のポケモンアワー（1997年10月12日 - 2001年3月29日）
- 田中麗奈ハートをあげるっ（1999年4月2日 - 2004年9月26日）
- V6のカミセンミュージアム（1996年4月 - 2004年9月）
- アリtoキリギリス ODAIBA MUSIC TOWN
- CHIHARUのハイサイ・アイランド（2002年4月 - 2003年3月）
- ゲームファンタジスタ ファミ通PRESENTS クリエイターWAVE
- 石橋貴明のレディオイシバシーノ（仮） → 石橋貴明のレディオイシバシーノ2
- 立川直樹 ナイトシフト
- チャコールフィルターのclub discovery
- LF+R LFクールKのフライデースーパーウルトラカウントダウン
- 素一のぜっぴんワールド
- SILVAのシルバッテキ
- 上原あずみのRadioあずミラクル（2001年10月11日 - 12月27日）
- デーブ大久保の燃えろ! スポーツ天国
- EE JUMPのラジオでいいじゃん
  - EE JUMP・ソニンのラジオでいいじゃん（2000年10月 - 2002年6月）
- 西端さおり GO WEST!RADIO（ - 2002年3月）
- 谷村ひとし ドン・キホーテ交遊録
- HANG-OUT Radio
- ビビッと! Dream
- 木村佳乃 Boy Meets Girl（2000年 - 2001年）
- 釈由美子の世界ふんにゃ化計画
- Yoshi 人生を変えるラジオ
- チャコールフィルターのclub discovery
- 友池中林のG-BOOK的日本見聞録
- FLAMEのRide on "Ride on"
- アニガメ シアター
- アニガメ パラダイス
- 大月PのめぐみとO・SUN・PO（2000年5月1日 - 2000年9月25日）
- ユンソナ ASIAN-PARTY
- AAAのA〜お話
- アイドリング!!!のラジオリング!!!（2007年10月1日 - 2008年3月27日）
- w-inds.のウィンディストリート（2001年10月1日 - 2008年10月5日）
- 週刊! オトナ塾
- 石原さとみ SAY TO ME!（2005年4月9日 - 2010年4月4日）
- 南沢奈央のビビッとコイ!（2008年3月31日 - 2010年4月3日）
- ホップ! ステップ! bump.y!（日曜日 25:30 - 26:00 → 平日 20:50 - 21:00）
- 渡辺真理のDreamin' Night（2005年4月3日 - 2006年9月30日）
- 中川翔子のGサイエンス!（2008年10月4日 - 2009年3月28日）
- ノースリーブスの「週刊ノースリー部」（2009年10月10日 - 2016年12月25日）
- 河西智美 お姉さんに聞きなさい!（2012年11月24日 - 2013年3月31日）

### 裏送り番組
- スポーツ最前線
- NISSANビジネスサポートトピックス
- 小林克也のリクエストトップ3
- 森野熊八〜ワンダフルキッチン〜
- サタデーソングコレクション
- ミュージックスクランブル
- 中村こずえのみんなでニッポン日曜日!（2003年4月6日 - 2018年4月1日） → 中村こずえのSUNDAY HAPPY MAP（2018年4月8日 - 2021年3月28日）
- 相田翔子のスウィート・ソレイユ